# ألمانيا النازية
ألمانيا النازية (تُعرف رسمياً باسم الإمبراطورية الألمانية من عام 1933 حتى عام 1934، والإمبراطورية الألمانية العظمى من عام 1934 إلى عام 1945)؛ كانت الدولة الألمانية بين عامي 1933 و 1945 عندما سيطر أدولف هتلر والحزب النازي على البلاد وحولها إلى ديكتاتورية. سرعان ما تحولت ألمانيا بقيادة هتلر إلى دولة شمولية حيث كانت الحكومة تسيطر على جميع جوانب الحياة تقريبًا. أشار مصطلح الرايخ الثالث والذي يعني "المملكة الثالثة" أو "الإمبراطورية الثالثة" إلى الادعاء النازي بأن ألمانيا النازية كانت خليفة الإمبراطورية الرومانية المقدسة (800–1806) والقيصرية الألمانية (1867–1918). انتهى عهد الرايخ الثالث، الذي أشار إليه هتلر والنازيون باسم إمبراطورية الألف عام في مايو 1945 بعد 12 عاماً فقط عندما هزم الحلفاء ألمانيا، منهين الحرب العالمية الثانية في أوروبا.
بعد الانتخابات الاتحادية لعام 1932 أصبح الحزب النازي أكبر حزب في البرلمان ونتيجة لذلك عُيِّنَ هتلر مستشاراً لألمانيا في 30 يناير 1933 من قبل رئيس الجمهورية باول فون هيندنبورغ. في 23 مارس 1933 سُنَّ قانون التمكين لمنح حكومة هتلر سلطة وضع وإنفاذ القوانين دون تدخل من الرايخستاغ أو الرئيس، ثم بدأ الحزب النازي في القضاء على كل معارضة سياسية وتعزيز سلطته.  توفي هيندنبورغ في 2 أغسطس 1934 وأصبح هتلر ديكتاتورًا لألمانيا من خلال دمج منصبي وسلطات المستشارية والرئاسة.  أكد استفتاء 19 أغسطس 1934 أن هتلر هو الزعيم الوحيد لألمانيا.  تمركزت كل السلطة في شخص هتلر وأصبحت كلمته هي أعلى قانون.  لم تكن الحكومة هيئة تنسيق وتنفيذ، بل كانت عبارة عن مجموعة من الفصائل التي تناضل من أجل السلطة وكسب ود هتلر.  في خضم الكساد الكبير أعاد النازيون الاستقرار الاقتصادي وأنهوا البطالة الجماعية باستخدام الإنفاق العسكري الضخم والاقتصاد المختلط.  وباستخدام الإنفاق على العجز نفذ النظام برنامجًا سريًا واسعًا لإعادة التسلح، وشكل الفيرماخت (القوات المسلحة)، وأقام مشاريع أشغال عامة واسعة النطاق؛ بما في ذلك الأوتوبان (الطرق السريعة).  عززت عودة الاستقرار الاقتصادي من شعبية النظام.
كانت العنصرية وعلم تحسين النسل النازي وخاصة معاداة السامية من السمات الأيديولوجية المركزية للنظام. اعتبر النازيون أن الشعوب الجرمانية هي العرق الرئيسي وأنقى فرع من العرق الآري. بدأ التمييز واضطهاد اليهود والمثليين وشعب الروما بشكل جدي بعد الاستيلاء على السلطة. أُنْشِئَتْ معسكرات الاعتقال الأولى في مارس 1933. تعرض اليهود والليبراليين والاشتراكيين وغير المرغوب فيهم للسجن أو النفي أو القتل. كما تعرضت الكنائس المسيحية والمواطنون الذين عارضوا حكم هتلر للقمع وسُجِنَ العديد من القادة. ركز التعليم على علم الأحياء العرقي والسياسة السكانية واللياقة للخدمة العسكرية. قُلِصَتْ الفرص الوظيفية والتعليمية للمرأة. نُظِمَت فعاليات الترفيه والسياحة من خلال برنامج القوة من خلال الفرح، وأبرزت الألعاب الأولمبية الصيفية لعام 1936 ألمانيا على المسرح الدولي. استفاد وزير الدعاية يوزف غوبلز بشكل كبير من الأفلام والتجمعات الجماهيرية وخطابة هتلر المنومة للتأثير على الرأي العام. سيطرت الحكومة على التعبير الفني، وروجت لأشكال فنية معينة وحظرت أو ثبطت الآخرين.
منذ منتصف الثلاثينيات تزايدت عدوانية مطالب ألمانيا النازية الإقليمية مهددةً بالحرب إذا لم يتم الوفاء بها.  صوتت سارلاند في استفتاء عام على إعادة الانضمام إلى ألمانيا في عام 1935، وفي عام 1936 أرسل هتلر قوات إلى منطقة راينلاند التي كانت منزوعة السلاح بعد الحرب العالمية الأولى. استولت ألمانيا على النمسا في عملية الضم عام 1938، وطالبت بمنطقة السوديت ثم تسلمتها في من تشيكوسلوفاكيا في نفس العام. في مارس 1939 أصبحت جمهورية سلوفاكيا دولة عميلة لألمانيا وأُنْشِئَتْ محمية بوهيميا ومورافيا الألمانية على ما تبقى من الأراضي التشيكية المحتلة.  بعد فترة وجيزة ضغطت ألمانيا على ليتوانيا للتنازل عن إقليم ميميل. وقعت ألمانيا معاهدة عدم اعتداء مع الاتحاد السوفيتي وغزت بولندا في 1 سبتمبر 1939 مما أدى إلى اندلاع الحرب العالمية الثانية في أوروبا. بحلول أواخر عام 1942 سيطرت ألمانيا وحلفاؤها الأوروبيون في دول المحور  على جزء كبير من أوروبا  وشمال شرق إفريقيا. سيطرت مكاتب مفوضية الرايخ على المناطق التي احتلها النازيون وأُنْشِئَتْ إدارة ألمانية في بقية بولندا. استغلت ألمانيا المواد الخام والعمالة في كل من الأراضي المحتلة وأراضي حلفائها.
أصبحت الإبادة الجماعية والقتل الجماعي والعمل القسري على نطاق واسع من السمات المميزة للنظام. ابتداءً من عام 1939 قُتل مئات الآلاف من المواطنين الألمان الذين عانوا من إعاقات عقلية أو جسدية في المستشفيات والمصحات. رافقت مجموعات فرق الموت شبه العسكرية القوات المسلحة الألمانية داخل الأراضي المحتلة ونفذت الإبادة الجماعية لملايين اليهود وغيرهم من ضحايا المحرقة. بعد عام 1941 سُجن ملايين آخرين وعملوا حتى الموت أو قُتلوا في معسكرات الاعتقال النازية ومعسكرات الإبادة.  تُعرف هذه الإبادة الجماعية باسم الهولوكوست.
في حين أن الغزو الألماني للاتحاد السوفيتي في عام 1941 كان ناجحًا في البداية  إلا أن الانتعاش السوفيتي ودخول الولايات المتحدة في الحرب عنى خسارة القوات الألمانية لزمام الأمور على الجبهة الشرقية في عام 1943 وبحلول أواخر عام 1944 صارت ألمانيا النازية و دول المحور ضعيفة جدا كما تصاعد القصف الجوي على نطاق واسع لألمانيا في عام 1944 وطُردت قوى المحور في شرق وجنوب أوروبا.  بعد غزو الحلفاء لفرنسا غُزيت ألمانيا من قبل الاتحاد السوفيتي من الشرق وبقية الحلفاء من الغرب، واستسلمت في 8 ماي 1945. أدى إلى إنتحار هتلر يوم 30 أفريل 1945.
تدمير هائل للبنية التحتية الألمانية ووفيات إضافية مرتبطة بالحرب  في الأشهر الأخيرة من الحرب.  بدأ الحلفاء المنتصرون سياسة اجتثاث النازية وقدموا العديد من القادة النازيين الباقين للمحاكمة بتهمة ارتكاب جرائم حرب في محاكمات نورنبيرغ.

## خلفية
كانت ألمانيا تعرف باسم جمهورية فايمار خلال السنوات 1919 إلى 1933. كانت جمهورية بنظام شبه رئاسي. واجهت جمهورية فايمار مشاكل عديدة، بما في ذلك التضخم المفرط، والتطرف السياسي (بما في ذلك العنف من القوات شبه العسكرية اليسارية واليمينية)  والعلاقات المثيرة للجدل مع المنتصرين المتحالفين في الحرب العالمية الأولى، وسلسلة من المحاولات الفاشلة للحكومة الائتلافية من قبل الأحزاب السياسية المنقسمة.  الانتكاسات الشديدة للاقتصاد الألماني بعد انتهاء الحرب العالمية الأولى ، ويرجع ذلك جزئيًا إلى مدفوعات التعويضات المطلوبة بموجب معاهدة فرساي لعام 1919. قامت الحكومة بطباعة الأموال لتسديد المدفوعات وسداد ديون الحرب في البلاد، لكن التضخم الناتج عن ذلك أدى إلى تضخم الأسعار للسلع الاستهلاكية والفوضى الاقتصادية وأعمال الشغب الغذائية.  عندما تقاعست الحكومة عن دفع تعويضاتهم في يناير 1923، احتلت القوات الفرنسية المناطق الصناعية الألمانية على طول الرور وتبع ذلك اضطرابات مدنية واسعة النطاق. 
تأسس حزب العمال الوطني الألماني الاشتراكي ( الحزب النازي) في عام 1920. وكان قد تم تغيير اسمه ليكون خليفة حزب العمال الألماني (DAP) الذي تم تشكيله قبل عام واحد ، وهو واحد من العديد من الأحزاب السياسية اليمينية المتطرفة ثم نشط في ألمانيا.  تضمن برنامج الحزب النازي تدمير جمهورية فايمار، ورفض بنود معاهدة فرساي ومعاداة السامية والبلشفية.  وعدوا بحكومة مركزية قوية، وزيادة ليبنسراوم («مساحة المعيشة») للشعوب الجرمانية، وتشكيل مجتمع وطني على أساس العرق، والتطهير العنصري من خلال القمع النشط لليهود، الذين سيتم تجريدهم من جنسيتهم وحقوقهم المدنية.  اقترح النازيون التجديد الوطني والثقافي على أساس حركة فولكيش.  استخدم الحزب ، ولا سيما منظمته شبه العسكرية كتيبة العاصفة والعنف الجسدي للنهوض بموقفهم السياسي، وتعطيل اجتماعات المنظمات المتنافسة ومهاجمة أعضائها في الشوارع.  مثل هذه الجماعات المسلحة اليمينية المتطرفة شائعة في بافاريا، وتم التسامح معها من قبل حكومة الولاية اليمينية المتطرفة غوستاف ريتر فون كار. 
عندما تحطم سوق الأسهم في الولايات المتحدة في 24 أكتوبر 1929، كان التأثير في ألمانيا رهيبة.  تم طرد الملايين من العمل وانهارت العديد من البنوك الكبرى. أعد هتلر والحزب النازي للاستفادة من حالة الطوارئ للحصول على الدعم لحزبهم. وعدوا بتقوية الاقتصاد وتوفير الوظائف.  أقر العديد من الناخبين أن الحزب قادر على استعادة النظام، وقمع الاضطرابات المدنية، وتحسين سمعة ألمانيا الدولية. بعد الانتخابات الفيدرالية عام 1932، كان الحزب أكبر حزب في الرايخستاغ، حيث حصل على 230 مقعدًا ب37.4 بالمائة من الأصوات الشعبية. 

### الحدود
كانت الحدود الألمانية في عام 1933, معينة من قبل المنتصرين في الحرب العالمية الأولى، في معاهدة فرساي (1919). في الشمال، وتحدها ألمانيا من بحر الشمال، الدنمارك وبحر البلطيق، وإلى الشرق، وتقسيمها إلى قسمين، وتحدها ليتوانيا، ومدينة دانزيغ الحرة، وبولندا، وتشيكوسلوفاكيا، وإلى الجنوب تحدها النمسا وسويسرا، وإلى الغرب، فرنسا، لوكسمبورغ، بلجيكا وهولندا، وسارلاند وتحولت هذه الحدود بعد أن استعادت ألمانيا السيطرة على سارلاند، وجدت ألمانيا العظمى قوة بعد من ضم النمسا، واكتسبت أيضا السيطرة على مقاطعة السوديت، والباقي من بوهيميا ومورافيا. سعت ألمانيا بالمزيد بالاستيلاء على الأراضي حتى خلال الحرب العالمية الثانية، التي بدأت في سبتمبر 1939.

### المجال العسكري
كانت القوات المسلحة الموحدة لألمانيا من 1935 إلى 1945 تسمى الفيرماخت (قوة الدفاع). وتشمل الجيش الذي يسمى Heer، والبحرية   Kriegsmarine ، وسلاح الجو Luftwaffe . وابتدءًا من 2 أغسطس 1934، كان مطلوبًا من أعضاء القوات المسلحة أن يتعهدوا بطاعة غير مشروطة لهتلر شخصياً. على النقيض من القسم السابق، الذي يتطلب الولاء لدستور البلد ومؤسساته القانونية، إذ هذا القسم الجديد يتطلب من أفراد الجيش أن يطيعوا هتلر حتى لو كانوا قد أمرهم بعمل شيء غير قانوني.

### السياسة الخارجية
كان مصير الأقليات في ألمانيا النازية في وضع حرج وكانت الخطب والكتابات لهتلر توضح أن الجالية اليهودية في ألمانيا مستهدفة للكراهية، جنبا إلى جنب مع الغجر، والمعاقين وذو الاحتياجات الخاصة. ولقد وضعت الأيديولوجية النازية قواعد صارمة حول النقاء الألماني وحددت الإجراءات في الحركة إلى تطهير ألمانيا بعد استيلاء النازيين على الحكم. وبدأت أول موجة من معاداة السامية في عام 1933، عندما هاجم النازيون مخازن تابعة لليهود، ودعوا إلى مقاطعة جميع الأنشطة التجارية اليهودية. ونتيجة ذلك أستعد العديد من الأسر اليهودية للمغادرة. وفي عام 1935 صدرت قوانين نورمبرغ وهي عبارة عن قوانين تنص على حرمان اليهود من جميع حقوق المواطنة، ومنها منعهم النقل بواسطة وسائل النقل العامة، ومنعوا كذلك من ارتياد الحدائق والمطاعم والمسارح ودور السينما، وأجبروا على حمل شعار نجمة داود صفراء منقوشة على ملابسهم لإظهار أنهم يهود وتمييزهم عن المجتمع الألماني.

### الدعاية النازية

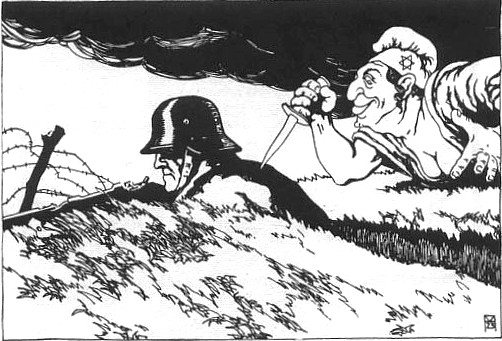
دعايا تظهر طعن يهودي للجيش الألماني في ظهره بخنجر. وقد ألقى باللوم على الاستسلام على الشعب غير الوطنيين، والاشتراكيين، البلاشفة، وجمهورية فايمار، واليهود على وجه الخصوص. (1919)

أخذت الدعاية النازية في كثير من الأحيان تضر بأناس محددين حسب ما يريد الرايخ الثالث، وانتبه المستشار أدولف هتلر إلى هذه الناحية المهمة وعين أحد أشد المخلصين للقضية النازية وهو جوزيف غوبلز. كانت الدعاية في ألمانيا النازية أحد طرق الإقناع شديدة الأهمية، إقناع الشعب والمؤسسات العلية كالجيش بأنك الجانب الصحيح من القصة، حيث تأخذ طرقا كثيرة منها أن قوتك العسكرية والإدارية كبيرة إلى حد استبعاد أن يتحداها طرف آخر سياسي أو عسكري أو أن أرائك السياسية عظيمة أيضا. كان رأس حربة الإعلام النازي هو الدكتور جوزيف جوبلز وزير الدعاية والثقافة في ألمانيا النازية الذي كان مكلف بأمرين مهمين هما : الأول التأكد من أن لا أحد في ألمانيا يقرأ أو يسمع ما يضر بالحزب النازي. أما الثاني التأكد من أن مفاهيم ورؤى النازيين كانت مقنعة بأي طريقة ممكنة.
و للتأكد من أن الجميع تعلموا هذه الأساليب، أسس جوبلز غرفة الرايخ للتجارة سنة 1933، هذه المنظمة تهتم بصناعة الأدب والموسيقى والراديو والأفلام والجرائد اليومية المحلية ولأجل أن تكون أديبا أو موسيقارا أو صاحب مطبعة جرائد كان يجب أن تكون من أفراد الحزب النازي وبسبب هذه السياسة المستخدمة من الرقابة والقوانيين الصارمة، ضمن النازيون أن أي شيء كان يقرأ أو يسمع أو يرى كان ذلك هو ما يريدون أن تعتقد به، لذلك الأحزاب المناوئة للحزب النازي كانت صغيرة وضعيفة وسهلة الانكشاف والقبض على أفرادها.
قدم هتلر إلى السلطة في يناير 1933، كان النازيون يحبون التأثير على العامة والظهور بينهم ونشر ما يعتقدون، فقد تم حرق كل كتاب يخالفهم أمام العامة في الطرقات ونفس الظهور كان في الأفلام حيث سيطر عليه النازيون وأظهروا فيه : اليهود، أو عظمة هتلر، وطريقة عيش النازي المستقيم وخاصة الطفل، وأيضا كيف كانت تساء معاملة الألمان في دول أوروبا الشرقية، ليني غيفوشتايل أعطيت مساحة حرة كبيرة لتصنع الأفلام النازية وأعجبت هتلر بقدرتها الفنية، كانت ليني هي منتجة فيلم «انتصار الإرادة» الذي هو من أعظم أفلام الدعاية النازية.
أما السينما فتم عرض عدة أفلام ومنع عدة أفلام هي :
- شباب هتلر كويز Hitlerjunge Quex: الذي يحكي قصة طفل ألماني ترعرع في أسرة شيوعية وعندما شب انضم إلى شباب هتلر فقتله الشيوعيون جزاء ذلك.
- اليهود الأبديون The Eternal Jew: وهو فلم يذم اليهود ويصفهم بناشري الأمراض والجرذان.
- طرزان Tarzan   : وقد منع واستبعد في ألمانيا النازية بسبب أن النازيين لم تعجبهم قلة الملابس المعروضة في الفيلم وخاصة النساء.
- ويوجد فيلم عن عظمة البحرية الألمانية لم يعرض لأنه صور بحارا ألمانيا سكرانا. وأمر جوبلز بأن تصنع الأفلام الكوميدية لتبيض مظهر ألمانيا الخارجي.

## التاريخ
نشأت ألمانيا النازية في أعقاب العار الوطني، الحرج والغضب والاستياء الناجم عن معاهدة فرساي (1919)، التي يمليها، إلى الألمان المهزومين، بالمسؤولية عن :
- قبول ألمانيا واعتراف بالمسؤولية عن التسبب بالحرب العالمية الأولى.
- الخسارة الدائمة من مختلف الأقاليم، والتجريد من السلاح من الأراضي الألمانية الأخرى.
- دفع التعويضات من ألمانيا من الخسائرالثقيلة سواء ماديا أو عينيا، ويجري تبرير مثل هذه المدفوعات في نظر الحلفاء قبل الحرب شرط الذنب.
- نزع السلاح من جانب ألمانيا والقيود العسكرية الشديدة.

نسبت الاضطرابات المدنية الشروط الأخرى تعزيز صعود الرايخ الثالث وتشمل الجماعات الماركسية، التضخم الجامح في جمهورية فايمار، والكساد العالمي العظيم في بداية الثلاثينات، فإن رد الفعل ضد التقاليد الليبرالية ومكافحة جمهورية فايمار وصعود الشيوعية في ألمانيا، ونمو الحزب الشيوعي الألماني. وبدأ كثير من الناخبين، التعبير عن غضبهم وعن الرفض للديمقراطية البرلمانية التي ظهرت عاجزة عن الحفاظ على الحكومة في السلطة لأكثر من بضعة أشهر، ودعم المتطرف اليميني واليساري حتى الأحزاب السياسية، واختارت للمتطرفين السياسيين مثل الحزب النازي.
وعد النازيون بالقوة، واختاروا الحكومة الاستبدادية بدلا من البرلمان الجمهوري العاجز، وسياسة اقتصادية جذرية (بما في ذلك العمالة الكاملة)، واستعادة العزة الوطنية (أساسا من التبرؤ من معاهدة فرساي)، والتطهير العرقي التي نفذت جزئيا عن طريق القمع الناشط من اليهود والماركسيين، وكل ذلك باسم الوحدة الوطنية والتضامن بدلا من الانقسامات الحزبية الديمقراطية، وانقسام الطبقة الاجتماعية للماركسية. ووعد النازيون التجديد للوطنية وتعزيز الثقافة على أساس التقاليد وإعادة تسليح حركة فولكيش العرقية المقترحة، والتنصل من التعويضات، واستصلاح الأراضي التي خسرها في معاهدة فرساي.
وادعى الحزب النازي من خلال المعاهدة, أن الحزب الليبرالي لجمهورية فايمر، خائن والذين يسمون ب «مجرمي نوفمبر», قد استسلموا لفخر ألمانيا الوطني من قبل الإلهام وتواطؤها مع اليهود، وكان هدفها التخريب لوطنية الدولة وتسميم الدم الألماني. نشر الحزب الدعاية النازية وهو أسلوب («الطعن في الظهر») الذي تتخذه الحكومة ومن معهم من اليهود موضحا عدم عسكرية ألمانيا باتخاذ هذا المنهج.
ما بين العام 1925 إلى 1930، تطورت الحكومة الألمانية من الديمقراطية إلى حالة المحافظ القومي والحكم الاستبدادي تحت قيادة الرئيس بول فون هيندينبيرغ، الذي كان يكره الديمقراطية الليبرالية في جمهورية فايمار، ويريد أن يحول ألمانيا إلى دولة استبدادية. وكان الحليف الطبيعي لإقامة الحكم الاستبدادي كان من حزب الشعب الوطني الألماني, (بالألمانية:(Deutschnationale Volkspartei)، و«القوميين»، ولكن بعد عام 1929، ومع تخبط الاقتصاد الألماني، جذب القومييون الأكثر تطرفا لطبيعة الثورة للحزب الوطني الاشتراكي، والطعن في الدعم الشعبي لارتفاع الشيوعية. وعلاوة على ذلك، فقدت الأحزاب السياسية من الطبقة المتوسطة ودعم الناخبين المجمعة للأجنحة اليمين لليسار، والطيف السياسي الألماني، مما جعل تشكيل حكومة الأغلبية في النظام البرلماني أكثر صعوبة.
في غضون أشهر قليلة، تم تنصيب الحكومة الجديدة التي اعتمدت نظام ديكتاتورية الحزب الواحد في ألمانيا مع التدابير القانونية لإقامة حكومة مركزية منسقة. في ليلة 27 فبراير 1933، تم إحراق مبنى الرايخستاغ والقبض على عضو المجلس الشيوعي الهولندي مارينوس فان در لوب في الداخل، بتهمة الحرق المتعمد. ادعى الحزب النازي أن الحرق كان من عمل أعضاء الحزب الشيوعي ومُنِعتْ جميع منشورات الحزب الشيوعي الألماني . وسُجِن الكثير في معسكرات الاعتقال. ألغى المرسوم حريق الرايخستاغ (27 شباط 1933)، والحريات المدنية بما في ذلك معظم الألمانية المثول أمام المحكمة، وذلك لقمع خصومهم.

### الاستيلاء النازي على السلطة

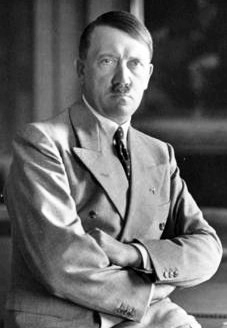
أصبح أدولف هتلر رئيسًا لدولة ألمانيا، مع لقب فوهرر، في عام 1934.

على الرغم من أن النازيين حصلوا على أكبر حصة من التصويت الشعبي في انتخابات الرايخستاغ العامة لعام 1932، إلا أنهم لم يحصلوا على الأغلبية. لذلك قاد هتلر حكومة ائتلافية قصيرة الأجل تشكلت مع حزب الشعب الوطني الألماني.  تحت ضغط من السياسيين والصناعيين ومجتمع الأعمال، عين الرئيس بول فون هيندنبورغ هتلر مستشارًا لألمانيا في 30 يناير 1933. يُعرف هذا الحدث باسم وصول هتلر للسلطة («الاستيلاء على السلطة»). 
في ليلة 27 فبراير 1933، تم إحراق مبنى الرايخستاغ. وأدين مارينوس فان دير لوبي، وهو شيوعي هولندي، ببدء الحريق. أعلن هتلر أن الحرق العمد يمثل بداية انتفاضة شيوعية. ألغى مرسوم حريق الرايخستاغ، المفروض في 28 فبراير 1933، معظم الحريات المدنية، بما في ذلك حقوق التجمع وحرية الصحافة. كما سمح المرسوم للشرطة باحتجاز الأشخاص إلى أجل غير مسمى دون توجيه اتهامات. صاحب التشريع حملة دعائية أدت إلى دعم الجمهور لهذا الإجراء. تم قمع عنيف للشيوعيين من قبل كتيبة العاصفة  في جميع أنحاء البلاد وتم اعتقال 4000 عضو في الحزب الشيوعي الألماني. 
في مارس 1933، تم تمرير قانون التمكين، وهو تعديل لدستور فايمار، في الرايخستاغ بأغلبية 444 مقابل 94.  سمح هذا التعديل لهتلر وحكومته بتمرير القوانين - حتى القوانين التي تنتهك الدستور - بدون موافقة الرئيس أو الرايخستاغ.  بما أن مشروع القانون يتطلب أغلبية الثلثين لتمريره، استخدم النازيون تكتيكات الترهيب بالإضافة إلى أحكام مرسوم الرايخستاغ النار لمنع العديد من النواب الاشتراكيين الديمقراطيين من الحضور، وتم بالفعل حظر الشيوعيين.   في 10 مايو، استولت الحكومة على أصول الاشتراكيين الديمقراطيين، وتم حظرها في 22 يونيو.  في 21 يونيو، داهمت القوات المسلحة مكاتب الحزب الوطني الألماني - شركاء التحالف السابقين - وتم حلها في 29 يونيو. وحذت الأحزاب السياسية الرئيسية المتبقية حذوها. في 14 يوليو 1933، أصبحت ألمانيا دولة الحزب الواحد بمرور قانون ينص على أن الحزب النازي هي الطرف القانوني الوحيد في ألمانيا. كما أصبح إنشاء أحزاب جديدة غير قانوني، وتم حظر جميع الأحزاب السياسية المتبقية التي لم يتم حلها بالفعل.  سيكون قانون التمكين بمثابة الأساس القانوني للديكتاتورية التي أنشأها الحزب النازي.  خضعت انتخابات أخرى في نوفمبر 1933 و1936 و1938 لسيطرة النازيين، مع أعضاء الحزب النازي فقط وعدد قليل من المستقلين المنتخبين. 

### نازية ألمانيا

في حين لم يتم إلغاء الولايات الألمانية التقليدية رسميًا (باستثناء لوبيك في عام 1937)، فقد تآكلت حقوقها الدستورية وسيادتها وانتهت في نهاية المطاف. كانت بروسيا بالفعل تحت الإدارة الفيدرالية عندما جاء هتلر إلى السلطة، وقدم نموذجًا للعملية.

استخدمت حكومة هتلر شروط مرسوم حريق الرايخستاغ وبعد ذلك قانون التمكين لبدء عملية غليششالتونغ («التنسيق»)، التي وضعت جميع جوانب الحياة تحت سيطرة الحزب.  اضطرت الدول الفردية التي لا تسيطر عليها الحكومات النازية المنتخبة أو التحالفات التي يقودها النازيون إلى الموافقة على تعيين مفوضي الرايخ لجعل الولايات تتماشى مع سياسات الحكومة المركزية. كان لهؤلاء المفوضين سلطة تعيين وإزالة الحكومات المحلية وبرلمانات الدولة والمسؤولين والقضاة. وبهذه الطريقة أصبحت ألمانيا دولة وحدوية بحكم الواقع، مع سيطرة جميع حكومات الولايات من قبل الحكومة المركزية بموجب الحزب النازي.   تم إلغاء برلمانات الولاية ورايسغات (مجلس الشيوخ الاتحادي) في يناير 1934،  مع نقل جميع سلطات الدولة إلى الحكومة المركزية. 
جميع المنظمات المدنية، بما في ذلك المجموعات الزراعية والمنظمات التطوعية والأندية الرياضية، تم استبدال قيادتها بمتعاطفين مع النازيين أو أعضاء الحزب؛ اندمجت هذه المنظمات المدنية مع الحزب النازي أو واجهت حل.  أعلنت الحكومة النازية «يوم العمل الوطني» لعيد مايو 1933، ودعت العديد من مندوبي النقابات العمالية إلى برلين للاحتفال. في اليوم التالي، هدمت قوات العاصفة كتيبة العاصفة مكاتب النقابات في جميع أنحاء البلاد. واضطرت جميع النقابات العمالية إلى حل وتم اعتقال قادتها.  قانون استعادة الخدمة المدنية المهنية، الذي تم تمريره في أبريل / نيسان، أزال من وظائفهم جميع المعلمين والأساتذة والقضاة والقضاة والمسؤولين الحكوميين الذين كانوا يهودًا أو الذين كان التزامهم بالحزب مشتبهًا به.  وهذا يعني أن المؤسسات غير السياسية الوحيدة التي لا تخضع لسيطرة الحزب النازي هي الكنائس. 
ألغى النظام النازي رموز جمهورية فايمار - بما في ذلك العلم ثلاثي الألوان الأسود والأحمر والذهبي - واعتمد رمزية معدلة. تم استعادة الالوان الثلاثة الامبراطورية السابقة بالأسود والأبيض والأحمر كواحد من علمي ألمانيا الرسميين. والثاني هو علم الصليب المعقوف للحزب النازي، الذي أصبح العلم الوطني الوحيد في عام 1935. أصبح نشيد الحزب النازي «هورست فيسل ليد» ("Horst Wessel Song") نشيدًا وطنيًا ثانيًا. 
كانت ألمانيا لا تزال في وضع اقتصادي صعب، حيث كان ستة ملايين شخص عاطلين عن العمل وكان الميزان التجاري عجزًا شاقًا.  باستخدام الإنفاق من العجز، تم تنفيذ مشاريع الأشغال العامة بدءًا من عام 1934، مما أدى إلى إنشاء 1.7 مليون وظيفة جديدة بحلول نهاية ذلك العام وحده.  بدأ متوسط الأجور في الارتفاع. 

### توطيد السلطة
واصلت قيادة جيش الإنقاذ ممارسة الضغط من أجل قوة سياسية وعسكرية أكبر. رداً على ذلك، استخدم هتلر شوتزشتافل (SS) وغيستابو لتطهير قيادة كتيبة العاصفة بالكامل.  استهدف هتلر ستابشيف (رئيس الأركان) إرنست روم وغيره من قادة كتيبة العاصفة الذين - مع عدد من خصوم هتلر السياسيين (مثل جريجور ستراسر والمستشار السابق كورت فون شلايشر ) - تم اعتقالهم وإطلاق النار عليهم.  قُتل ما يصل إلى 200 شخص من 30 يونيو إلى 2 يوليو 1934 في حدث أصبح يُعرف باسم ليلة السكاكين الطويلة. 
في 2 أغسطس 1934، توفي هيندنبورغ. في اليوم السابق، أصدر مجلس الوزراء «القانون المتعلق بأعلى مكتب للرايخ»، والذي ينص على أنه بعد وفاة هيندنبورغ سيتم إلغاء منصب الرئيس ودمج سلطاته مع سلطات المستشار.  وهكذا أصبح هتلر رئيسًا للدولة ورئيسًا للحكومة وتم تسميته رسميًا باسم Führer und Reichskanzler («القائد والمستشار») - على الرغم من إسقاط Reichskanzler في نهاية المطاف.  أصبحت ألمانيا الآن دولة استبدادية برئاسة هتلر.  بصفته رئيسًا للدولة، أصبح هتلر القائد الأعلى للقوات المسلحة. قدم القانون الجديد قسم الولاء المعدل للجنود بحيث أكدوا الولاء لهتلر شخصيًا بدلاً من مكتب القائد الأعلى أو الدولة.  في 19 أغسطس، تمت الموافقة على اندماج الرئاسة مع المستشارة من قبل 90 في المائة من الناخبين في استفتاء. 

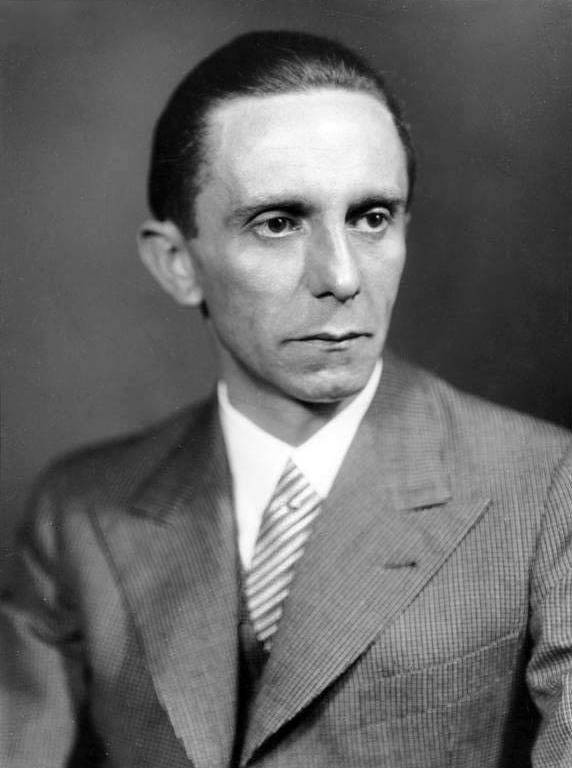
جوزيف غوبلز وزير التنوير والدعاية للرايخ

شعر معظم الألمان بالارتياح لانتهاء الصراعات والقتال في الشوارع في عصر فايمار. تم إغراقهم بالدعاية التي دبرها وزير التنوير العام والدعاية جوزيف جوبلز، الذين وعدوا بالسلام والكثير للجميع في بلد موحد خالٍ من الماركسيين دون قيود معاهدة فرساي.  حصل الحزب النازي على السلطة وشرعنها من خلال أنشطته الثورية الأولية، ثم من خلال التلاعب بالآليات القانونية، واستخدام سلطات الشرطة، ومن خلال السيطرة على الدولة والمؤسسات الفيدرالية.   تم افتتاح أول معسكر اعتقال نازي كبير، في البداية للسجناء السياسيين، في داكاو في عام 1933.  مئات المعسكرات ذات الأحجام والوظائف المختلفة بنهاية الحرب. 
اعتبارًا من أبريل 1933، تم وضع عشرات الإجراءات التي تحدد وضع اليهود وحقوقهم.  تُوجت هذه الإجراءات بتأسيس قوانين نورمبرج لعام 1935، التي حرمتهم من حقوقهم الأساسية.  سيأخذ النازيون من اليهود ثروتهم، وحقهم في التزاوج مع غير اليهود، وحقهم في احتلال العديد من مجالات العمل (مثل القانون أو الطب أو التعليم). في نهاية المطاف أعلن النازيون أن اليهود غير مرغوب فيهم للبقاء بين المواطنين الألمان والمجتمع. 

### الحشد العسكري
في السنوات الأولى من النظام، كانت ألمانيا بدون حلفاء، وضعف جيشها بشكل كبير بموجب معاهدة فرساي. كان لكل من فرنسا وبولندا وإيطاليا والاتحاد السوفيتي أسباب للاعتراض على صعود هتلر إلى السلطة. اقترحت بولندا على فرنسا أن ينخرط البلدان في حرب وقائية ضد ألمانيا في مارس 1933. اعترضت إيطاليا الفاشية على الادعاءات الألمانية في البلقان والنمسا، والتي اعتبرها بنيتو موسوليني في مجال نفوذ إيطاليا. 
في وقت مبكر من فبراير 1933، أعلن هتلر أن إعادة التسلح يجب أن تبدأ، وإن كان سراً في البداية، لأن ذلك يعد انتهاكًا لمعاهدة فرساي. في 17 مايو 1933، ألقى هتلر خطابًا قبل الرايخستاغ حدد فيه رغبته في السلام العالمي وقبل عرضًا من الرئيس الأمريكي فرانكلين روزفلت لنزع السلاح العسكري، شريطة أن تفعل دول أوروبا الأخرى نفس الشيء.  عندما فشلت القوى الأوروبية الأخرى في قبول هذا العرض، قام هتلر بسحب ألمانيا من مؤتمر نزع السلاح العالمي وعصبة الأمم في أكتوبر، مدعيا أن بنود نزع السلاح الخاصة بها كانت غير عادلة إذا كانت تطبق فقط على ألمانيا.  في استفتاء أجري في نوفمبر، 95٪ من الناخبين أيدوا انسحاب ألمانيا. 
في عام 1934، أخبر هتلر قادته العسكريين أن الحرب في الشرق يجب أن تبدأ في عام 1942.  سارلاند، التي وضعت تحت إشراف عصبة الأمم لمدة 15 عامًا في نهاية الحرب العالمية الأولى، صوتت في يناير 1935 لصالح تصبح جزءًا من ألمانيا.  في مارس 1935، أعلن هتلر عن إنشاء سلاح جوي، وأن Reichswehr سيتم زيادته إلى 550،000 رجل.  وافقت بريطانيا على قيام ألمانيا ببناء أسطول بحري بتوقيع الاتفاقية البحرية الأنجلو-ألمانية في 18 يونيو 1935. 
عندما أدى الغزو الإيطالي لإثيوبيا إلى احتجاجات خفيفة فقط من قبل الحكومتين البريطانية والفرنسية، في 7 مارس 1936 استخدم هتلر المعاهدة الفرنسية السوفيتية للمساعدة المتبادلة كذريعة لأمر الجيش بسير 3000 جندي إلى المنطقة المنزوعة السلاح في راينلاند في انتهاك لمعاهدة فرساي.  بما أن الإقليم كان جزءًا من ألمانيا، لم تشعر الحكومتان البريطانية والفرنسية بأن محاولة تنفيذ المعاهدة تستحق خطر الحرب.  في انتخابات الحزب الواحد التي أجريت في 29 مارس، حصل الحزب النازي على دعم بنسبة 98.9٪.  في عام 1936، وقع هتلر على ميثاق مناهض للكومنترن مع اليابان واتفاقية عدم اعتداء مع موسوليني، الذي كان يشير قريبًا إلى «محور روما - برلين». 
أرسل هتلر الإمدادات العسكرية والمساعدة للقوات القومية للجنرال فرانشيسكو فرانكو في الحرب الأهلية الإسبانية، التي بدأت في يوليو 1936. ضمت قوات كوندور الألمانية مجموعة من الطائرات وأطقمها، بالإضافة إلى وحدة دبابات. دمرت طائرة الفيلق مدينة غيرنيكا عام 1937.  انتصر القوميون عام 1939 وأصبحوا حليفاً غير رسمي لألمانيا النازية. 

#### النمسا وتشيكوسلوفاكيا
في نوفمبر 1937، وجه هتلر القيادة العسكرية لعقد مؤتمر يتحدث من خلاله حاجة ألمانيا للتوسع شرقا. وفي البداية قال انه يتعين عليهم التعامل مع النمسا وتشيكوسلوفاكيا، لكنه واثق من أن بريطانيا وفرنسا لن تفعل شيئا عندما تتحرك الجيوش الألمانية نحوها. في شباط 1938، دعا هتلر المستشار النمساوي كورت شاشنيغ إلى لقاء في بيرغوف لضرورة تأمين حدود ألمانيا والحفاظ على استقلال النمسا. وكان من المقرر إجراء استفتاء بشأن هذه القضية في 13 مارس/ اذار لكن هتلر ألغى الاستفتاء. وفي يوم 11 مارس، بعث هتلر إنذارا لشاشنيغ، مطالبا إياه تسليم كل السلطة للنازيين النمساويين أو الاحتلال. وفي يوم 12 مارس دخل الجيش الألماني النمسا، حيث كان في استقباله بحماس النازيون النمساويون.
قال هتلر لزعيم الحزب النازي سوديتنلاند هيينلين، لنجعل عدد من المطالب غير المقبولة للحكومة التشيكية. ولقد أصر موسوليني على هتلر بمقابلة وزير خارجية بريطانيا ورئيس الوزراء الفرنسي لمناقشة الأزمة التشيكية، وتم التوقيع على معاهدة ميونخ الشهيرة، مما اضطر الحكومة التشيكية لقبول الضم، ولكن ليس لها دور في المفاوضات. لقد كان اتفاق ميونيخ محملا بكثير من الجدل بين المؤرخين وعلماء السياسة. وكان التفسير الوحيد له هو اعتباره تسوية جبانة وهو الاستسلام غير الحكيم وغير ضروري على التهديدات الشديدة. بينما غيره من العلماء يجادلون بأن الحرب بها مخاطرة، في تلك المرحلة كان من الحكمة عدم خوض الحرب لأن فرنسا وبريطانيا ليست لديها أسلحة ولا إستراتيجية متماسكة لهزيمة ألمانيا في 1938.
كانت جمهورية تشيكوسلوفاكيا موطنًا لأقلية كبيرة من الألمان، الذين عاشوا في الغالب في السويدت. تحت ضغط من الجماعات الانفصالية داخل الحزب الألماني السوديتي، عرضت الحكومة التشيكوسلوفاكية تنازلات اقتصادية للمنطقة.  قرر هتلر ليس فقط دمج جزيرة سوديتنلاند في الرايخ، ولكن تدمير دولة تشيكوسلوفاكيا بالكامل.  قام النازيون بحملة دعائية لمحاولة حشد الدعم للغزو.  عارض كبار القادة العسكريين الألمان الخطة، لأن ألمانيا لم تكن مستعدة بعد للحرب. 
أدت الأزمة إلى استعدادات الحرب من قبل بريطانيا وتشيكوسلوفاكيا وفرنسا (حليف تشيكوسلوفاكيا). في محاولة لتجنب الحرب، رتب رئيس الوزراء البريطاني نيفيل تشامبرلين سلسلة من الاجتماعات، كانت النتيجة اتفاق ميونيخ، الموقع في 29 سبتمبر 1938. واضطرت الحكومة التشيكوسلوفاكية لقبول ضم سوديتنلاند إلى ألمانيا. وقد استقبل تشامبرلين الهتافات عندما هبط في لندن، قائلاً إن الاتفاقية جلبت «السلام لعصرنا».  بالإضافة إلى الضم الألماني، استولت بولندا على شريط ضيق من الأرض بالقرب من جيشن في 2 أكتوبر، في حين أنه نتيجة لاتفاق ميونيخ ، طالبت المجر واستقبلت 12,000 كيلومتر مربع (4,600 ميل2)   على طول حدودهم الشمالية في جائزة فيينا الأولى في 2 نوفمبر.  بعد مفاوضات مع الرئيس إميل هاشا، استولى هتلر على بقية النصف التشيكي للبلاد في 15 مارس 1939 وأنشأ محمية بوهيميا ومورافيا، بعد يوم واحد من إعلان الجمهورية السلوفاكية في النصف السلوفاكي.  في 15 مارس أيضًا، احتلت المجر وضمت كارباتو-أوكرانيا التي تم الإعلان عنها مؤخرًا وغير المعترف بها وجزء إضافي من الأراضي المتنازع عليها مع سلوفاكيا .  
تم الاستيلاء على احتياطيات النقد الأجنبي النمساوية والتشيكية من قبل النازيين، وكذلك المخزونات من المواد الخام مثل المعادن والسلع المكتملة مثل الأسلحة والطائرات، والتي تم شحنها إلى ألمانيا. سيطر تكتل Reichswerke Hermann Göring الصناعي على منشآت إنتاج الصلب والفحم في كلا البلدين. 

#### بولندا
في يناير 1934، وقعت ألمانيا اتفاقية عدم اعتداء مع بولندا.  في مارس 1939، طالب هتلر بإعادة مدينة دانزيغ الحرة والممر البولندي، وهو قطاع من الأراضي يفصل بروسيا الشرقية عن بقية ألمانيا. أعلن البريطانيون أنهم سيأتون لمساعدة بولندا إذا تعرضت لهجوم. اعتقد هتلر أن البريطانيين لن يتخذوا إجراءً فعليًا، أمرًا بضرورة إعداد خطة الغزو في سبتمبر 1939.  في 23 مايو، وصف هتلر لجنرالاته خطته الشاملة ليس فقط بالاستيلاء على الممر البولندي ولكن توسيع الأراضي الألمانية بشكل كبير شرقاً على حساب بولندا. توقع هذه المرة أن يقابلهم بالقوة. 
أعاد الألمان تأكيد تحالفهم مع إيطاليا ووقعوا اتفاقيات عدم اعتداء مع الدنمارك وإستونيا ولاتفيا بينما تم إضفاء الطابع الرسمي على الروابط التجارية مع رومانيا والنرويج والسويد.  رتب وزير الخارجية يواكيم فون ريبنتروب في المفاوضات مع الاتحاد السوفيتي اتفاقية عدم اعتداء، وهي اتفاقية مولوتوف - ريبنتروب الموقعة في أغسطس 1939.  كما تضمنت المعاهدة بروتوكولات سرية تقسم بولندا ودول البلطيق إلى الألمانية و مجالات النفوذ السوفياتي. 

### الحرب العالمية الثانية

#### السياسة الخارجية
تضمنت السياسة الخارجية لألمانيا في زمن الحرب إنشاء حكومات حليفة تسيطر عليها بشكل مباشر أو غير مباشر من برلين. كانوا ينوون الحصول على جنود من الحلفاء مثل إيطاليا والمجر والعاملين والإمدادات الغذائية من الحلفاء مثل فرنسا الفيشية.  كانت المجر رابع دولة تنضم إلى المحور، حيث وقعت على الاتفاقية الثلاثية في 27 سبتمبر 1940. وقعت بلغاريا على الاتفاقية في 17 نوفمبر. شملت الجهود الألمانية لتأمين النفط التفاوض على إمدادات من حليفهم الجديد، رومانيا، التي وقعت على المعاهدة في 23 نوفمبر، إلى جانب الجمهورية السلوفاكية.    بحلول أواخر عام 1942، كان هناك 24 فرقة من رومانيا على الجبهة الشرقية، و10 من إيطاليا، و10 من المجر.  تولت ألمانيا السيطرة الكاملة في فرنسا في عام 1942، وإيطاليا في عام 1943، والمجر في عام 1944. على الرغم من أن اليابان كانت حليفة قوية، كانت العلاقة بعيدة، مع القليل من التنسيق أو التعاون. على سبيل المثال، رفضت ألمانيا مشاركة صيغتها الخاصة بالنفط الاصطناعي من الفحم حتى وقت متأخر من الحرب. 

#### اندلاع الحرب
غزت ألمانيا بولندا واستولت على مدينة دانزيج الحرة في 1 سبتمبر 1939، بداية الحرب العالمية الثانية في أوروبا.  احترامًا لالتزاماتها بموجب المعاهدة، أعلنت بريطانيا وفرنسا الحرب على ألمانيا بعد ذلك بيومين.  سقطت بولندا بسرعة، حيث هاجم الاتحاد السوفياتي من الشرق في 17 سبتمبر.  راينهارد هيدريش، رئيس شرطة الأمن (سيبو، شرطة الأمن) و الشرطة الأمنية الألمانية (SD ؛ خدمة الأمن)، في 21 سبتمبر، بضرورة تقريب اليهود البولنديين والتركيز في مدن ذات خطوط سكك حديدية جيدة. كان الهدف في البداية ترحيلهم إلى الشرق، أو ربما إلى مدغشقر.  باستخدام القوائم المعدة مسبقًا، قُتل حوالي 65000 من المثقفين البولنديين والنبلاء ورجال الدين والمعلمين بنهاية عام 1939 في محاولة لتدمير هوية بولندا كأمة.   تقدمت القوات السوفيتية إلى فنلندا في حرب الشتاء، وشهدت القوات الألمانية تحركًا في البحر. ولكن حدث القليل من الأنشطة الأخرى حتى مايو، لذلك أصبحت الفترة تعرف باسم «الحرب الزائفة». 
منذ بداية الحرب، أثر الحصار البريطاني على الشحنات إلى ألمانيا على اقتصادها. كانت ألمانيا تعتمد بشكل خاص على الإمدادات الأجنبية من النفط والفحم والحبوب.  بفضل الحظر التجاري والحصار، انخفضت الواردات إلى ألمانيا بنسبة 80 في المائة.  لحماية شحنات خام الحديد السويدية إلى ألمانيا، أمر هتلر بغزو الدنمارك والنرويج، والذي بدأ في 9 أبريل. سقطت الدنمارك بعد أقل من يوم واحد، بينما أعقبت معظم النرويج نهاية الشهر.   بحلول أوائل يونيو، احتلت ألمانيا كل النرويج . 

#### غزو أوروبا
ضد نصيحة العديد من كبار ضباطه العسكريين، أمر هتلر بشن هجوم على فرنسا والدول المنخفضة، والذي بدأ في مايو 1940.   وسرعان ما غزا لوكسمبورغ وهولندا. بعد التفوق على الحلفاء في بلجيكا وفرض إخلاء العديد من القوات البريطانية والفرنسية في دونكيرك،  سقطت فرنسا أيضًا، واستسلمت لألمانيا في 22 يونيو.  أدى الانتصار في فرنسا إلى زيادة شعبية هتلر وتصاعد حمى الحرب في ألمانيا. 
في انتهاك لأحكام اتفاقية لاهاي، وضعت الشركات الصناعية في هولندا، وفرنسا، وبلجيكا لإنتاج أعمال الحرب عتاد لألمانيا. 

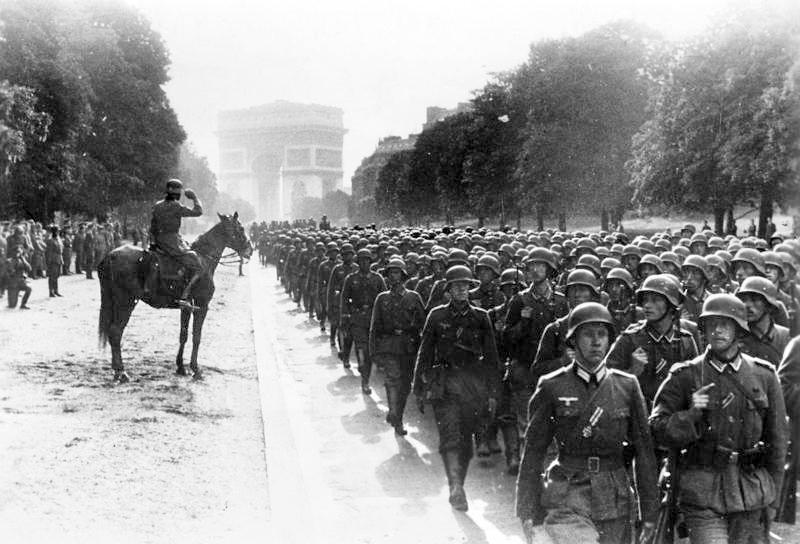
جنود ألمان يسيرون بالقرب من قوس النصر في باريس، 14 يونيو 1940

استولى النازيون على الآلاف من القاطرات والمعدات الدارجة ومخزونات الأسلحة والمواد الخام مثل النحاس والقصدير والزيت والنيكل من الفرنسيين.  تم فرض مدفوعات تكاليف الاحتلال على فرنسا وبلجيكا والنرويج.  أدت الحواجز أمام التجارة إلى اكتناز الأسواق السوداء وعدم اليقين بشأن المستقبل.  كانت الإمدادات الغذائية غير مستقرة؛ انخفض الإنتاج في معظم أوروبا.  حدثت المجاعة في العديد من الدول المحتلة. 
تم رفض مبادرات هتلر للسلام لرئيس الوزراء البريطاني الجديد ونستون تشرشل في يوليو 1940. وقد نصح الأميرال إريك رايدر هتلر في يونيو أن التفوق الجوي كان شرطًا مسبقًا لغزو ناجح لبريطانيا، لذا أمر هتلر بسلسلة من الهجمات الجوية على القوات الجوية الملكية (RAF) والقواعد الجوية ومحطات الرادار، وكذلك الغارات الجوية الليلية على المدن البريطانية، بما في ذلك لندن، بليموث، وكوفنتري. فشلت لوفتفافه الألمانية في هزيمة سلاح الجو الملكي البريطاني في ما أصبح يعرف باسم معركة بريطانيا، وبحلول نهاية أكتوبر، أدرك هتلر أن التفوق الجوي لن يتحقق. قام بتأجيل الغزو بشكل دائم، وهي خطة لم يأخذها قادة الجيش الألماني على محمل الجد على الإطلاق.   [أقل ألفا 6] يعتقد العديد من المؤرخين، بما في ذلك أندرو جوردون، أن السبب الرئيسي لفشل خطة الغزو هو تفوق البحرية الملكية، وليس تصرفات سلاح الجو الملكي البريطاني. 
في فبراير 1941، وصل الفيلق الأفريقي الألماني إلى ليبيا لمساعدة الإيطاليين في حملة شمال إفريقيا.  في 6 أبريل، شنت ألمانيا غزوًا ليوغسلافيا واليونان.   تم تقسيم جميع يوغسلافيا وأجزاء من اليونان فيما بعد بين ألمانيا والمجر وإيطاليا وبلغاريا.  

#### غزو الاتحاد السوفياتي
في 22 يونيو 1941، خالف ميثاق مولوتوف-ريبنتروب، وهاجم حوالي 3.8  مليون جندي من دول المحور الاتحاد السوفيتي.  بالإضافة إلى هدف هتلر المعلن في الحصول على ليبنسراوم، كان هذا الهجوم الواسع النطاق - الذي أطلق عليه اسم عملية بربروسا - يهدف إلى تدمير الاتحاد السوفييتي والاستيلاء على موارده الطبيعية للعدوان اللاحق ضد القوى الغربية.  كان رد الفعل بين الألمان مفاجئًا وخوفًا حيث كان الكثيرون قلقين بشأن المدة التي ستستمر فيها الحرب أو يشتبه في أن ألمانيا لا يمكنها الفوز في حرب خاضتها على جبهتين. 

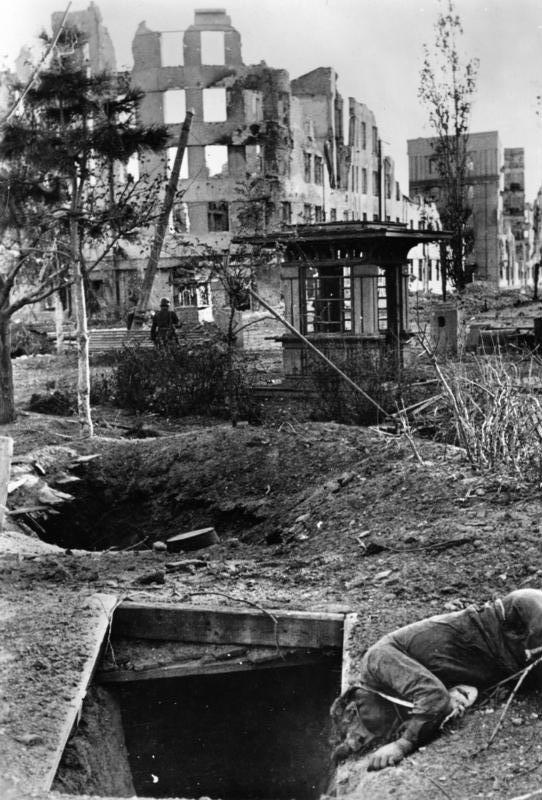
الموت والدمار خلال معركة ستالينجراد أكتوبر 1942

غزا الغزو منطقة ضخمة، بما في ذلك دول البلطيق وروسيا البيضاء وغرب أوكرانيا. بعد معركة سمولينسك الناجحة في سبتمبر 1941، أمر هتلر مجموعة الجيوش الوسطى بوقف تقدمه إلى موسكو وتحويل مجموعات بانزر مؤقتًا للمساعدة في تطويق لينينغراد وكييف.  أتاح هذا التوقف المؤقت للجيش الأحمر فرصة لتعبئة احتياطيات جديدة. انتهى هجوم موسكو، الذي استؤنف في أكتوبر 1941، بشكل كارثي في ديسمبر.  في 7 ديسمبر 1941، هاجمت اليابان بيرل هاربور، هاواي. بعد أربعة أيام ، أعلنت ألمانيا الحرب على الولايات المتحدة. 
كان هناك نقص في الغذاء في المناطق المحتلة من الاتحاد السوفييتي وبولندا، حيث قامت الجيوش المنسحبة بإحراق المحاصيل في بعض المناطق، وتم إرسال معظم الباقي إلى الرايخ.  في ألمانيا، تم قطع الحصص الغذائية في عام 1942. في دوره كمفوض للخطة الخمسية، طالب هيرمان غورينغ بزيادة شحنات الحبوب من فرنسا والأسماك من النرويج. كان حصاد عام 1942 جيدًا، وظلت الإمدادات الغذائية كافية في أوروبا الغربية. 
كانت ألمانيا وأوروبا ككل تعتمد بشكل شبه كامل على واردات النفط الأجنبية.  في محاولة لحل هذا النقص، أطلقت ألمانيا في يونيو 1942 العملية الزرقاء ("Case Blue")، وهو هجوم على حقول النفط القوقازية.  شن الجيش الأحمر هجومًا مضادًا في 19 نوفمبر وحاصر قوات المحور، التي حوصرت في ستالينجراد في 23 نوفمبر.  أكد غورينغ لهتلر أنه يمكن تزويد الجيش السادس عن طريق الجو، ولكن تبين أن هذا غير قابل للتطبيق.  أدى رفض هتلر السماح بالتراجع إلى مقتل 200 ألف جندي ألماني وروماني. من بين 91000 رجل استسلموا في المدينة في 31 يناير 1943، عاد 6000 ناج فقط إلى ألمانيا بعد الحرب. 

#### نقطة التحول والانهيار
استمرت الخسائر في الارتفاع بعد ستالينجراد، مما أدى إلى انخفاض حاد في شعبية الحزب النازي وتدهور المعنويات.  استمرت القوات السوفيتية في الدفع غربًا بعد الهجوم الألماني الفاشل في معركة كورسك في صيف عام 1943. وبحلول نهاية عام 1943 خسر الألمان معظم مكاسبهم الإقليمية الشرقية.  في مصر، هزم المشير اروين رومل الفيلق الأفريقي من قبل القوات البريطانية تحت المشير برنارد مونتجومري في أكتوبر 1942.  هبط الحلفاء في صقلية في يوليو 1943 وفي إيطاليا في سبتمبر.  وفي الوقت نفسه، بدأت أساطيل القاذفات الأمريكية والبريطانية المتمركزة في بريطانيا عملياتها ضد ألمانيا. تم إعطاء العديد من طلعات الأهداف المدنية عمدا في محاولة لتدمير الروح المعنوية الألمانية.  لم يتمكن إنتاج الطائرات الألمانية من مواكبة الخسائر، وبدون تغطية جوية أصبحت حملة قصف الحلفاء أكثر تدميراً. من خلال استهداف مصافي النفط والمصانع، شلت جهود الحرب الألمانية في أواخر عام 1944. 
في 6 يونيو 1944، أنشأت القوات الأمريكية والبريطانية والكندية جبهة في فرنسا بإنزال النورماندي في نورماندي.  في 20 يوليو 1944، نجا هتلر من محاولة اغتيال.  أمر بالانتقام الوحشي، مما أدى إلى 7000 اعتقالات وإعدام أكثر من 4،900  شخص.  هجوم آردين الفاشل (16 ديسمبر 1944)  - 25 يناير 1945) كان آخر هجوم ألماني كبير على الجبهة الغربية، ودخلت القوات السوفيتية ألمانيا في 27 يناير.  أدى رفض هتلر للاعتراف بالهزيمة وإصراره على خوض الحرب حتى آخر رجل إلى الموت والدمار غير الضروريين في الأشهر الأخيرة من الحرب.  خلال وزير العدل أوتو جورج تيراك، أمر هتلر بمحاكمة أي شخص غير مستعد للقتال، وتم إعدام الآلاف من الناس.  في العديد من المناطق، استسلم الناس للحلفاء المقتربين على الرغم من حث القادة المحليين على مواصلة القتال. أمر هتلر بتدمير وسائل النقل والجسور والصناعات والبنية التحتية الأخرى - مرسوم الأرض المحروقة - لكن وزير التسلح ألبرت شبير منع تنفيذ هذا الأمر بالكامل. 
خلال معركة برلين (16 أبريل 1945   - 2 مايو 1945) ، عاش هتلر وموظفيه في تحت الأرض في قبو الفوهرر بينما اقترب الجيش الأحمر.  في 30 أبريل، عندما كانت القوات السوفيتية داخل كتلتين من مستشارية الرايخ، انتحر هتلر مع صديقته وزوجته آنذاك إيفا براون.  في 2 مايو، استسلم الجنرال هيلموت ويدلينج برلين دون قيد أو شرط إلى الجنرال السوفيتي فاسيلي تشيكوف.  خلف هتلر الأدميرال كارل دونيتز كرئيس للرايخ وجوبلز كمستشار للرايخ.  انتحر جوبلز وزوجته ماجدة في اليوم التالي بعد قتل أطفالهما الستة.  بين 4 و8 مايو 1945، استسلمت معظم القوات المسلحة الألمانية المتبقية دون قيد أو شرط. تم التوقيع على صك الاستسلام الألماني في 8 مايو، بمناسبة نهاية النظام النازي ونهاية الحرب العالمية الثانية في أوروبا. 

## الانهيار
اختفى الدعم الشعبي لهتلر بالكامل تقريبًا مع اقتراب الحرب من نهايتها.  زادت معدلات الانتحار في ألمانيا، خاصة في المناطق التي كان الجيش الأحمر يتقدم فيها. بين الجنود وموظفي الحزب، كان الانتحار يُعتبر غالبًا بديلاً مشرفًا وبطوليًا للاستسلام. تسببت الروايات والدعاية المباشرة حول السلوك غير المتحضر للقوات السوفيتية المتقدمة في حالة من الذعر بين المدنيين على الجبهة الشرقية، وخاصة النساء ، الذين يخشون التعرض للاغتصاب.  انتحر أكثر من ألف شخص (من بين حوالي 16000 شخص) في دمين في حوالي 1 مايو 1945 عندما اقتحم الجيش الخامس والستين للجبهة البيلاروسية الثانية تقطيرًا ثم دمر المدينة، وارتكب عمليات اغتصاب جماعية والإعدام التعسفي للمدنيين وإضرام النار في المباني. وقعت أعداد كبيرة من حالات الانتحار في العديد من المواقع الأخرى، بما في ذلك نيوبراندنبرغ (600 قتيل) ، وستولب في بومرن (1000 قتيل) ،  وبرلين، حيث انتحر ما لا يقل عن 7057 شخصًا في عام 1945. 
وفي عام 1945 اقتحم كل من الجيش السوفيتي والجيش الأمريكي الأراضي الألمانية وتم إسقاط حكومة النازية في ألمانيا لتنتهي المرحلة بانقسام الأراضي الألمانية إلى شرقية وغربية.

### الضحايا الألمان

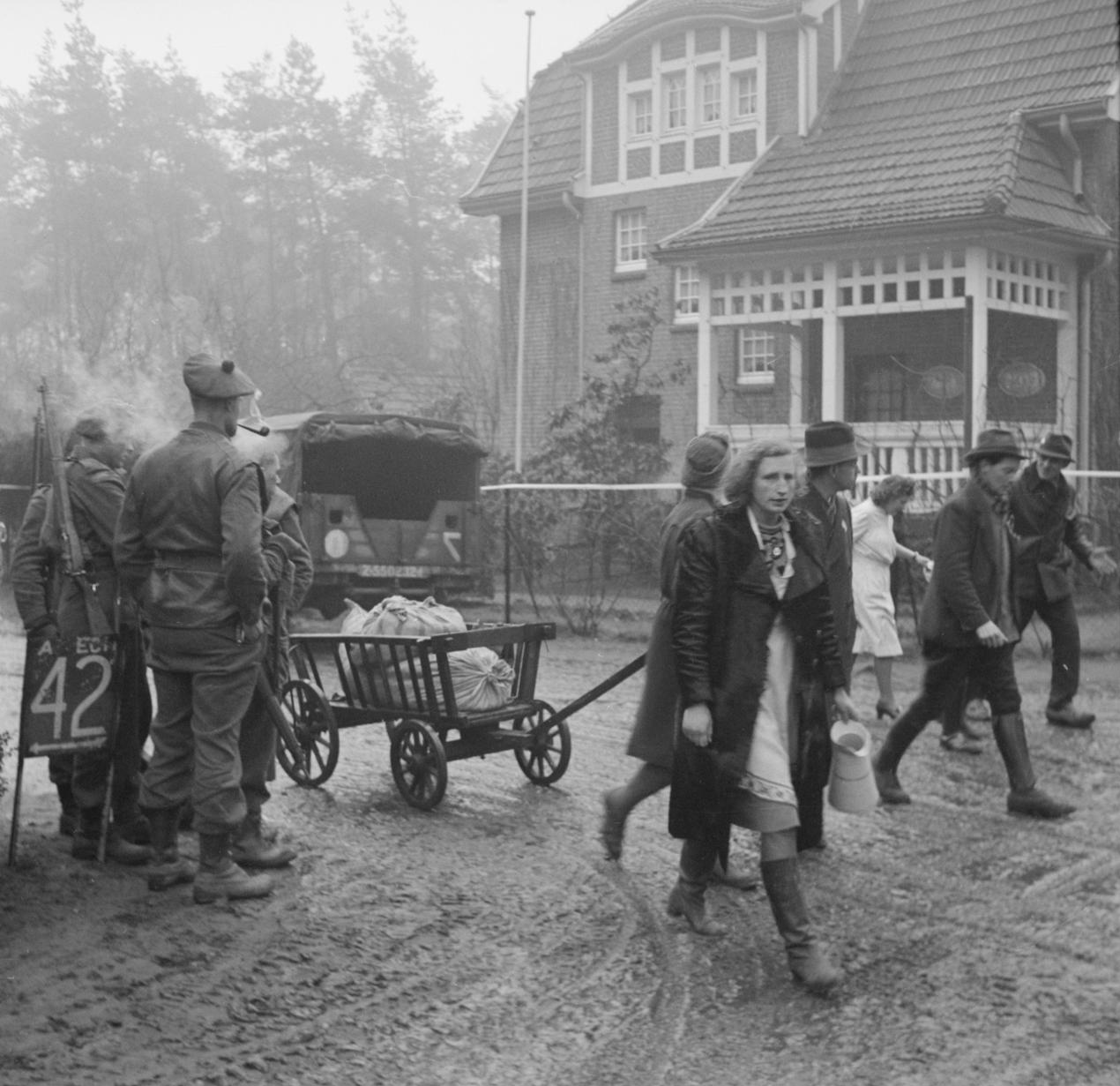
اللاجئون الألمان في بيدبورغ، بالقرب من كليف، 19 فبراير 1945

تتراوح تقديرات إجمالي قتلى الحرب الألمان من 5.5 إلى 6.9   مليون شخص.  دراسة أجراها المؤرخ الألماني روديجر أوفرمانس تقدر ‏ عدد القتلى والمفقودين في الجيش الألماني بـ 5.3   مليون، بما في ذلك 900000 رجل تم تجنيدهم من خارج حدود ألمانيا عام 1937.  قدر ريتشارد أوفري في 2014 أن حوالي 353 ألف مدني قتلوا في غارات الحلفاء الجوية.  بين القتلى المدنيين الآخرين 300.000 ألماني (بمن فيهم اليهود) كانوا ضحايا للاضطهاد السياسي والعرقي والديني النازي  و 200.000 قتلوا في برنامج القتل الرحيم النازي.  حكمت المحاكم السياسية التي تسمى Sondergerichte على حوالي 12000 عضو من المقاومة الألمانية حتى الموت، وحكمت المحاكم المدنية على 40.000 ألماني إضافي.  وقعت عمليات اغتصاب جماعية للنساء الألمانيات. 

## جغرافية

### التغييرات الإقليمية
نتيجة لهزيمتهم في الحرب العالمية الأولى ومعاهدة فرساي الناتجة، خسرت ألمانيا الألزاس واللورين، شمال شليسفيغ، وميمل. أصبحت سارلاند محمية لفرنسا بشرط أن يقرر سكانها في وقت لاحق عن طريق الاستفتاء أي دولة ينضمون إليها، وأصبحت بولندا دولة منفصلة وتم منحها إمكانية الوصول إلى البحر من خلال إنشاء الممر البولندي، الذي فصل بروسيا عن بقية من ألمانيا ، بينما أصبحت غدانسك مدينة حرة. 
استعادت ألمانيا السيطرة على سارلاند من خلال استفتاء أجري عام 1935 وضمت النمسا في آنشلوس عام 1938.  أعطت اتفاقية ميونيخ لعام 1938 ألمانيا السيطرة على السوديت، واستولوا على ما تبقى من تشيكوسلوفاكيا بعد ستة أشهر.  تحت تهديد الغزو عن طريق البحر، استسلمت ليتوانيا منطقة ميميل في مارس 1939. 
بين عامي 1939 و1941، غزت القوات الألمانية بولندا والدنمارك والنرويج وفرنسا ولوكسمبورغ وهولندا وبلجيكا ويوغوسلافيا واليونان والاتحاد السوفيتي.  ضمت ألمانيا أجزاء من شمال يوغسلافيا في أبريل 1941،   بينما تنازل موسوليني عن تريست وجنوب تيرول وإستريا إلى ألمانيا في عام 1943. 

### الأراضي المحتلة

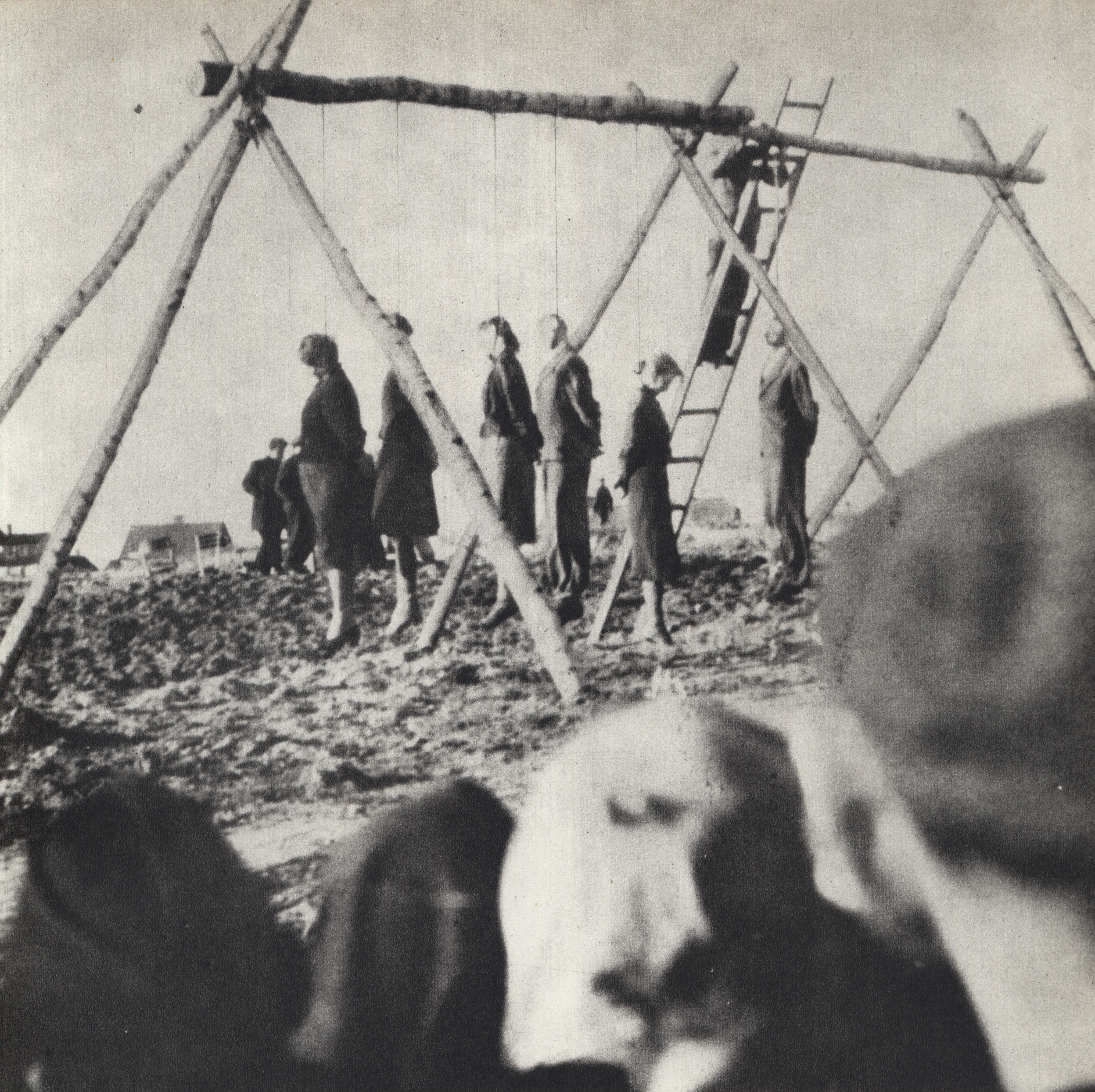
الإعدام العلني لـ 54 بولنديًا في روكي، محافظة مازوفيا (بالقرب من رادوم)، بولندا المحتلة عام 1942

تم دمج بعض الأراضي المحتلة في ألمانيا كجزء من هدف هتلر على المدى الطويل المتمثل في إنشاء الرايخ الجرماني الكبير. تم وضع العديد من المناطق، مثل الألزاس واللورين، تحت سلطة غاو المجاورة (المنطقة الإقليمية). مفوضية الرايخ (Reich Commissariats)، تم إنشاء أنظمة شبه استعمارية، في بعض البلدان المحتلة. تضمنت المناطق الواقعة تحت الإدارة الألمانية محمية بوهيميا ومورافيا، ومفوضية الرايخ أوستلاند (التي تشمل دول البلطيق وروسيا البيضاء)، والإدارة العسكرية في أوكرانيا. تم السيطرة على المناطق المحتلة من بلجيكا وفرنسا تحت سيطرة الإدارة العسكرية في بلجيكا وشمال فرنسا.  تم ضم البلجيكي أوبين-مالميدي، الذي كان جزءًا من ألمانيا حتى عام 1919. تم دمج جزء من بولندا في الرايخ، وتم إنشاء الحكومة العامة في وسط بولندا المحتلة.  تم وضع حكومات الدنمارك والنرويج ( مفوضية النرويج ) وهولندا ( مفوضية هولندا ) تحت إدارات مدنية يعمل بها إلى حد كبير السكان الأصليون.  [السفلى ألفا 7] كان هتلر ينوي دمج العديد من هذه المناطق في الرايخ.  احتلت ألمانيا الحماية الإيطالية لألبانيا ومحافظة الجبل الأسود الإيطالية عام 1943  وقامت بتثبيت حكومة عميلة في صربيا المحتلة عام 1941. 

## سياسة

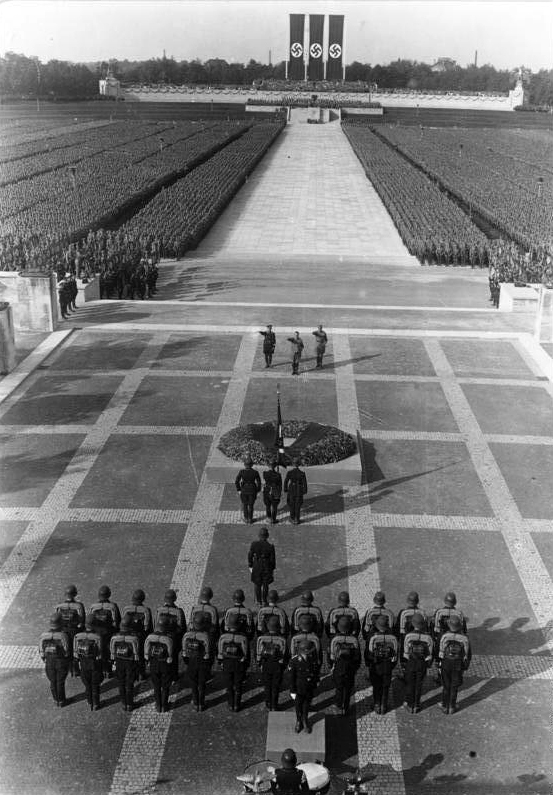
هاينريش هيملر وهتلر وفيكتور لوتزي يؤدون التحية النازية في رالي نورمبرغ، سبتمبر 1934

### العقيدة
كان الحزب النازي حزبًا سياسيًا فاشيًا يمينيًا متطرفًا نشأ خلال الاضطرابات الاجتماعية والمالية التي حدثت بعد نهاية الحرب العالمية الأولى.  ظل الحزب النازي صغيرًا ومهمشًا، حيث حصل على 2.6 ٪ من الأصوات الفيدرالية في عام 1928، قبل بداية الكساد الكبير في عام 1929.  بحلول عام 1930 فاز الحزب النازي بنسبة 18.3٪ من الأصوات الفيدرالية، مما جعله ثاني أكبر حزب سياسي في الرايخستاغ.  أثناء وجوده في السجن بعد فشل انقلاب بير هول لعام 1923، كتب هتلر كفاحي الذي وضع خطته لتحويل المجتمع الألماني إلى مجتمع قائم على العرق.  جمعت الأيديولوجية النازية عناصر معاداة السامية، والنظافة العرقية، وعلم تحسين النسل، ودمجها مع الجرمانية والتوسع الإقليمي بهدف الحصول على المزيد من ليبنسراوم  للشعب الجرماني.  حاول النظام الحصول على هذه الأراضي الجديدة بمهاجمة بولندا والاتحاد السوفييتي، بقصد ترحيل أو قتل اليهود والسلاف الذين يعيشون هناك، والذين اعتبروا أقل شأناً من العرق الرئيسي الآري وجزء من المؤامرة اليهودية البلشفية.   اعتقد النظام النازي أن ألمانيا فقط هي القادرة على هزيمة قوى البلشفية وإنقاذ البشرية من هيمنة العالم من قبل يهود دوليين.  هناك أشخاص آخرون اعتبرهم النازيون أن الحياة لا تستحق الحياة من بينهم المعاقون عقليًا وجسديًا، وشعب الروما، والمثليون جنسياً، وشهود يهوه، وغير لائقين اجتماعيًا.  
تأثر بحركة فولكيش، كان النظام ضد الحداثة الثقافية ودعم تطوير جيش واسع النطاق على حساب الفكر.   تم خنق الإبداع والفن ، باستثناء الأماكن التي يمكن أن تكون بمثابة وسائط دعائية.  استخدم الحزب رموزًا مثل علم الدم والطقوس مثل مسيرات الحزب النازي لتعزيز الوحدة وتعزيز شعبية النظام. 

### حكومة

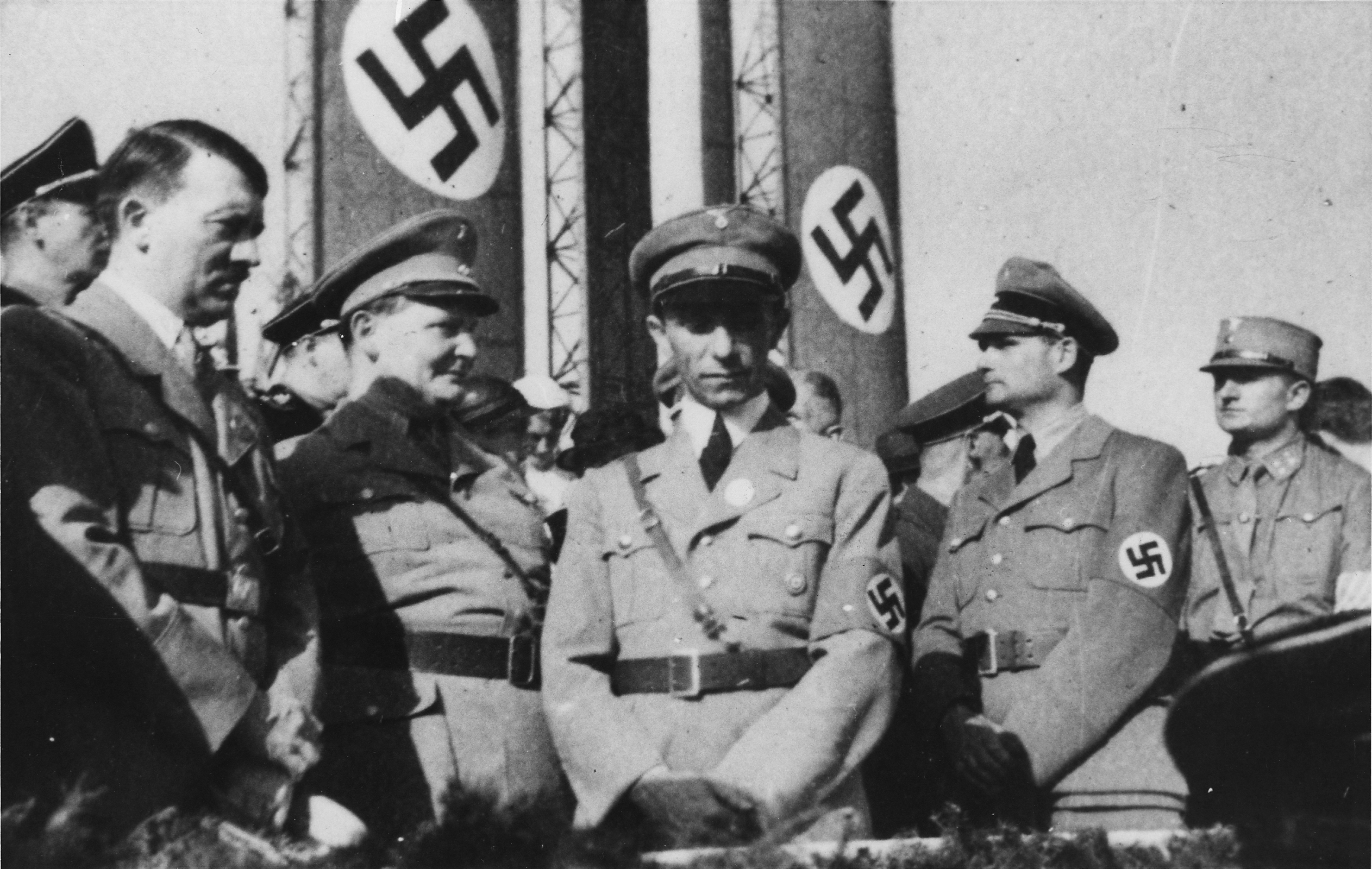
هتلر، غورينغ، غوبلز ورودولف هيس خلال عرض عسكري في عام 1933

حكم هتلر ألمانيا بشكل استبدادي من خلال التأكيد على Führerprinzip («مبدأ الزعيم»)، الذي دعا إلى الطاعة المطلقة لجميع المرؤوسين. كان ينظر إلى هيكل الحكومة على أنه هرم، مع نفسه - الزعيم المعصوم - في القمة. لم يتم تحديد رتبة الحزب عن طريق الانتخابات، وتم شغل المناصب من خلال التعيين من قبل أولئك ذوي الرتب الأعلى.  استخدم الحزب الدعاية لتطوير عبادة الشخصية حول هتلر.  يؤكد المؤرخون مثل كيرشو على التأثير النفسي لمهارة هتلر كخطيب.  يقول روجر جيل: «خطبه المؤثرة استحوذت على عقول وقلوب عدد كبير من الشعب الألماني: لقد قام بالفعل بتنويم جمهوره». 
بينما أبلغ كبار المسؤولين هتلر واتباع سياساته، كان لديهم قدر كبير من الحكم الذاتي.  توقع من المسؤولين «العمل تجاه الفوهرر»   - أخذ زمام المبادرة في تعزيز السياسات والإجراءات بما يتماشى مع أهداف الحزب ورغبات هتلر، دون مشاركته في صنع القرار اليومي.  كانت الحكومة مجموعة غير منظمة من الفصائل بقيادة النخبة الحزبية، التي كافحت من أجل تكديس السلطة وكسب صالح الفوهرر.  كان أسلوب هتلر القيادي هو إعطاء أوامر متناقضة لمرؤوسيه ووضعهم في مواقع تتداخل فيها واجباتهم ومسؤولياتهم.  وبهذه الطريقة عزز عدم الثقة والمنافسة والاقتتال الداخلي بين مرؤوسيه لتعزيز قوته الخاصة وتعظيمها. 
ألغت مراسيم الرايخشتاتالتر المتعاقبة بين عامي 1933 و1935 الولايات الحالية ( الولايات التأسيسية ) لألمانيا واستبدلتها بتقسيمات إدارية جديدة، غاو، يحكمها قادة الحزب النازي ( غاولايتر ).  لم يتم تنفيذ التغيير بالكامل أبدًا، حيث لا تزال الولايات تستخدم كأقسام إدارية لبعض الإدارات الحكومية مثل التعليم. أدى هذا إلى تشابك بيروقراطي بين السلطات والمسؤوليات المتداخلة النموذجية للأسلوب الإداري للنظام النازي. 
خسر موظفو الخدمة المدنية اليهود وظائفهم في عام 1933، باستثناء أولئك الذين شهدو الخدمة العسكرية في الحرب العالمية الأولى.تم تعيين أعضاء الحزب النازي أو أنصار الحزب في مكانهم.  كجزء من عملية غليششالتونغ، ألغى قانون الحكم المحلي للرايخ لعام 1935 الانتخابات المحلية، وتم تعيين العمد من قبل وزارة الداخلية. 

### القانون

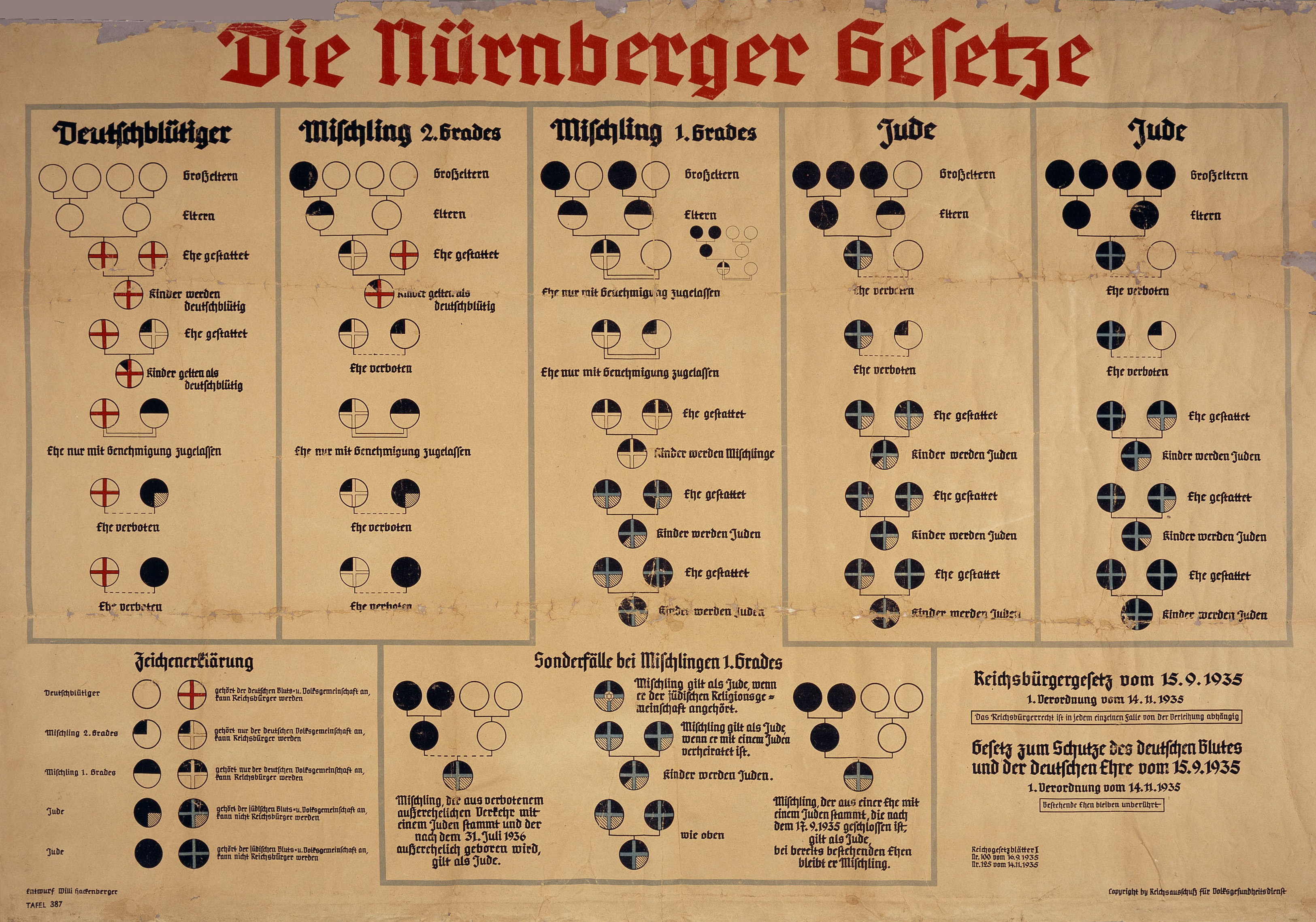
مخطط يوضح التقسيمات العنصرية الزائفة العلمية المستخدمة في السياسات العنصرية لألمانيا النازية

في أغسطس 1934، طُلب من موظفي الخدمة المدنية وأفراد الجيش أن يقسموا قسمًا من الطاعة غير المشروطة لهتلر. أصبحت هذه القوانين أساس مبدأ الزعيم، مفهوم أن كلمة هتلر تجاوزت جميع القوانين القائمة.  وهكذا أصبحت أي أفعال يعاقب عليها هتلر - حتى القتل - قانونية.  يجب أن يوافق مكتب نائب الفوهرر رودولف هيس على جميع التشريعات التي اقترحها الوزراء، والذي يمكنه أيضًا استخدام حق النقض (الفيتو) في التعيينات في الخدمة المدنية. 
ظلت معظم الأنظمة القضائية والمدونات القانونية لجمهورية فايمار قائمة للتعامل مع الجرائم غير السياسية.  أصدرت المحاكم ونفذت أحكامًا بالإعدام أكثر بكثير مما كانت عليه قبل تولي النازيين السلطة.  يمكن اعتبار الأشخاص الذين أدينوا بارتكاب ثلاث جرائم أو أكثر - حتى الجرائم الصغيرة - مخالفين اعتياديين وسجنوا لأجل غير مسمى.  تم الحكم على أشخاص مثل البغايا والنشالين بأنهم جنائيون بطبيعتهم ويهددون المجتمع. تم اعتقال الآلاف وحبسهم لأجل غير مسمى بدون محاكمة. 

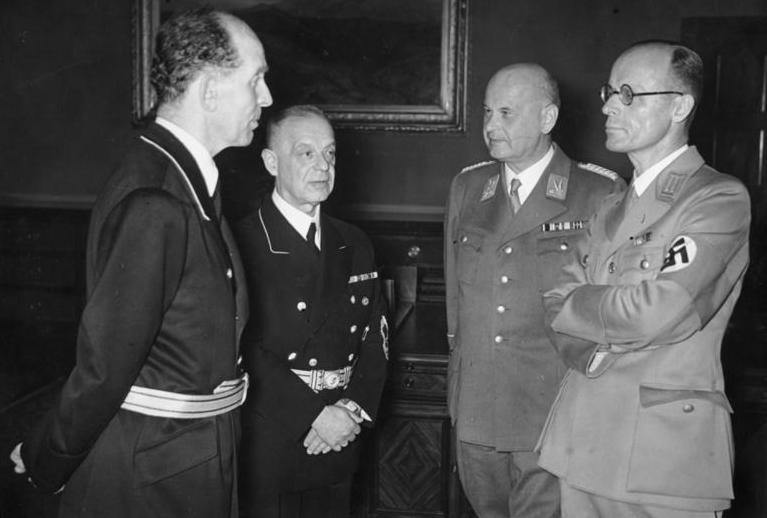
اجتماع للفقهاء الأربعة الذين فرضوا الإيديولوجية النازية على النظام القانوني في ألمانيا (من اليسار إلى اليمين: رولاند فريسلر وفرانز شليغلبرغر وأوتو جورج تيراك وكيرت روثينبرغر)

تم إنشاء نوع جديد من المحاكم، وهو «محكمة الشعب» ( Volksgerichtshof )، عام 1934 للتعامل مع القضايا السياسية.  أصدرت هذه المحكمة أكثر من 5000 حكم بالإعدام حتى حلها عام 1945.  يمكن إصدار عقوبة الإعدام لجرائم مثل كونها شيوعية، أو طباعة منشورات مثيرة للفتنة، أو حتى إلقاء نكات عن هتلر أو مسؤولين آخرين.  كان الجستابو مسؤولاً عن الشرطة الاستقصائية لفرض الإيديولوجية القومية الاشتراكية حيث أنها حددت وحوصرت المخالفين السياسيين واليهود وغيرهم ممن اعتبروا غير مرغوب فيهم.  غالبًا ما أعاد الجستابو القبض على الجناة السياسيين الذين تم إطلاق سراحهم من السجن وحبسوا في معسكر اعتقال. 
استخدم النازيون الدعاية لنشر مفهوم راسينشانده («هتك العرض العرقي») لتبرير الحاجة إلى قوانين عنصرية.  في سبتمبر 1935، تم سن قوانين نورمبرغ. حظرت هذه القوانين في البداية العلاقات الجنسية والزواج بين الآريين واليهود وتم توسيعها لاحقًا لتشمل «الغجر أو الزنوج أو نسلهم الوغد».  كما يحظر القانون توظيف النساء الألمانيات تحت سن 45 عاملة في المنازل اليهودية.  ينص قانون المواطنة الرايخية على أنه يمكن فقط للمواطنين من «الدم الألماني أو الدم المرتبط» أن يكونوا مواطنين.  وهكذا تم تجريد اليهود وغيرهم من غير الآريين من جنسيتهم الألمانية. سمح القانون للنازيين أيضًا برفض منح الجنسية لأي شخص لم يكن داعمًا كافيًا للنظام.  صدر مرسوم تكميلي في نوفمبر / تشرين الثاني يعرف بأنه أي شخص يهودي لديه ثلاثة أجداد يهود، أو جدان إذا تم اتباع العقيدة اليهودية. 

## العسكرية وشبه العسكرية

### الفيرماخت

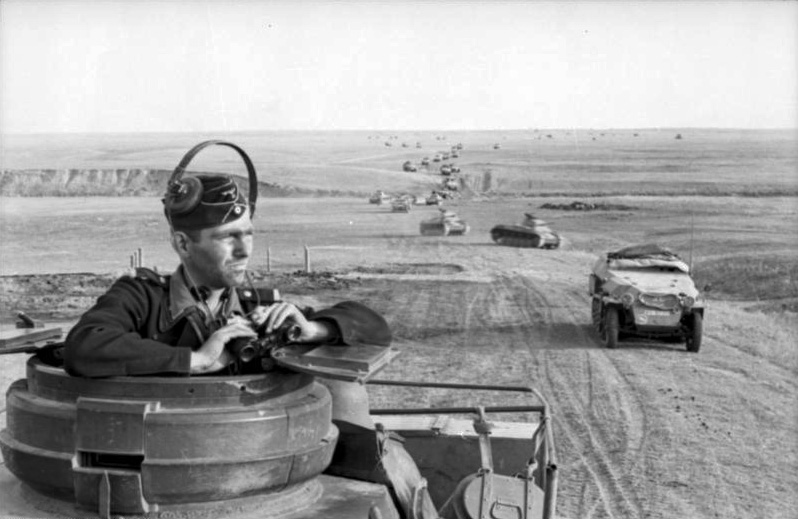
عمود من الدبابات والعربات المدرعة الأخرى في سلاح المدرعات بالقرب من ستالينجراد، 1942

تم استدعاء القوات المسلحة الموحدة لألمانيا من 1935 إلى 1945 الفيرماخت (قوة الدفاع). وشمل ذلك هير (الجيش) وكريغسمارينه (البحرية) ولوفتفافه ( القوات الجوية). من 2 أغسطس 1934، كان مطلوبًا من أفراد القوات المسلحة التعهد بقسم الطاعة غير المشروطة لهتلر شخصيًا. على النقيض من اليمين السابقة، التي تطلبت الولاء لدستور البلاد ومؤسساتها القانونية، تطلب هذا اليمين الجديد من أفراد الجيش طاعة هتلر حتى إذا تم إصدار أمر لهم بفعل شيء غير قانوني.  أصدر هتلر مرسومًا يقضي بأنه يجب على الجيش أن يتحمل وحتى تقديم الدعم اللوجستي إلى أينزاتسغروبن - فرق الموت المتنقلة المسؤولة عن ملايين الوفيات في أوروبا الشرقية - عندما كان من الممكن من الناحية التكتيكية القيام بذلك.  كما شاركت قوات الفيرماخت مباشرة في المحرقة بإطلاق النار على المدنيين أو ارتكاب إبادة جماعية تحت ستار العمليات المعادية للحزبية.  كان خط الحزب أن اليهود هم المحرضون على النضال الحزبي وبالتالي يحتاجون إلى القضاء عليه.  في 8 يوليو 1941، أعلن هيدريش أن جميع اليهود في الأراضي المحتلة الشرقية يجب اعتبارهم مناصرين وأصدروا الأوامر بإطلاق النار على جميع اليهود الذكور الذين تتراوح أعمارهم بين 15 و45 عامًا.  وبحلول أغسطس تم توسيع هذا ليشمل السكان اليهود بالكامل. 
على الرغم من الجهود المبذولة لإعداد البلاد عسكريًا ، لم يستطع الاقتصاد تحمل حرب استنزاف طويلة. تم تطوير إستراتيجية تستند إلى تكتيك الحرب الخاطفة («حرب البرق»)، والتي تضمنت استخدام هجمات منسقة سريعة تتجنب نقاط العدو القوية. بدأت الهجمات بقصف مدفعي، تلاه قصف ومدفوعات. بعد ذلك ستهاجم الدبابات، وأخيرا سينتقل المشاة لتأمين المنطقة التي تم الاستيلاء عليها.  استمرت الانتصارات حتى منتصف عام 1940، لكن الفشل في هزيمة بريطانيا كان أول نقطة تحول رئيسية في الحرب. أدى قرار مهاجمة الاتحاد السوفييتي والهزيمة الحاسمة في ستالينجراد إلى تراجع الجيوش الألمانية وخسارة الحرب في نهاية المطاف.  كان العدد الإجمالي للجنود الذين خدموا في الفيرماخت من عام 1935 إلى عام 1945 حوالي 18.2 مليون توفي منهم 5.3 مليون. 

### كتيبة العاصفة وشوتزشتافل
كانت كتيبة العاصفة (SA؛ مفرزة  العاصفة ؛ Brownshirts)، التي تأسست في عام 1921، أول جناح شبه عسكري للحزب النازي. كانت مهمتهم الأولى حماية القادة النازيين في التجمعات والتجمعات.  شاركوا أيضًا في معارك الشوارع ضد قوى الأحزاب السياسية المتنافسة والأعمال العنيفة ضد اليهود وغيرهم.  تحت قيادة إرنست روم نمت كتيبة العاصفة  بحلول عام 1934 إلى أكثر من نصف مليون عضو - 4.5 مليون بما في ذلك الاحتياطيات - في وقت كان الجيش النظامي لا يزال يقتصر على 100،000 رجل بموجب معاهدة فرساي. 
كان روم يأمل في تولي قيادة الجيش واستيعابه في صفوف جيش الإنقاذ.  هدد هيندنبورغ ووزير الدفاع فيرنر فون بلومبرغ بفرض الأحكام العرفية إذا لم يتم تقليص أنشطة كتيبة العاصفة.  لذلك، بعد أقل من عام ونصف على الاستيلاء على السلطة، أمر هتلر بوفاة قيادة جيش الإنقاذ، بما في ذلك روم. بعد تطهير عام 1934، لم تعد كتيبة العاصفة قوة رئيسية. 
في البداية وحدة حراسة شخصية صغيرة تحت رعاية كتيبة العاصفة، نمت شوتزشتافل (SS؛ سرب الحماية) لتصبح واحدة من أكبر وأقوى المجموعات في ألمانيا النازية.  بقيادة زعيم الرايخ إس إس هيملر من عام 1929، كان لدى SS أكثر من ربع مليون عضو بحلول عام 1938.  تصور هيملر في البداية أن قوات الأمن الخاصة هي مجموعة النخبة من الحراس، خط الدفاع الأخير لهتلر.  تطورت فافن إس إس، الفرع العسكري لـ SS، إلى جيش ثان. كانت تعتمد على الجيش النظامي للأسلحة الثقيلة والمعدات، وكانت معظم الوحدات تحت السيطرة التكتيكية للقيادة العليا للقوات المسلحة (OKW).   بحلول نهاية عام 1942، لم يعد يتم الالتزام بالاختيار الصارم والمتطلبات العرقية التي كانت موجودة في البداية. مع التجنيد والتجنيد على أساس التوسع فقط، بحلول عام 1943، لم تعد فافن إس إس تدعي أنها قوة قتالية من النخبة. 
ارتكبت تشكيلات قوات الأمن الخاصة العديد من جرائم الحرب ضد المدنيين والجنود المتحالفين.  من عام 1935 فصاعدًا، قادت قوات الأمن الخاصة اضطهاد اليهود، الذين تم اعتقالهم في الأحياء اليهودية ومعسكرات الاعتقال.  مع اندلاع الحرب العالمية الثانية، اتبعت وحدات إس إس أينزاتسغروبن الجيش إلى بولندا والاتحاد السوفيتي، حيث قتلت من 1941 إلى 1945 أكثر من مليوني شخص، بما في ذلك 1.3 مليون يهودي.  تم تجنيد ثلث أعضاء أينزاتسغروبن من أفراد فافن-إس إس.   أدارت وحدات توتنكوبف-إس إس معسكرات الاعتقال ومعسكرات الإبادة، حيث قُتل ملايين آخرين.   خدم في المخيمات ما يصل إلى 60،000 من رجال فافن-غس إس. 
في عام 1931، نظم هيملر خدمة استخبارات SS التي أصبحت تعرف باسم الشرطة الأمنية الألمانية (SD ؛ خدمة الأمن) تحت نائبه هايدريش.  تم تكليف هذه المنظمة بتحديد مكان الشيوعيين والمعارضين السياسيين الآخرين واعتقالهم.   أسس هيملر بدايات الاقتصاد الموازي تحت رعاية المكتب الرئيسي لاقتصاد وإدارة SS. تمتلك هذه الشركة القابضة شركات الإسكان والمصانع ودور النشر.  

## الاقتصاد

### اقتصاديات الرايخ

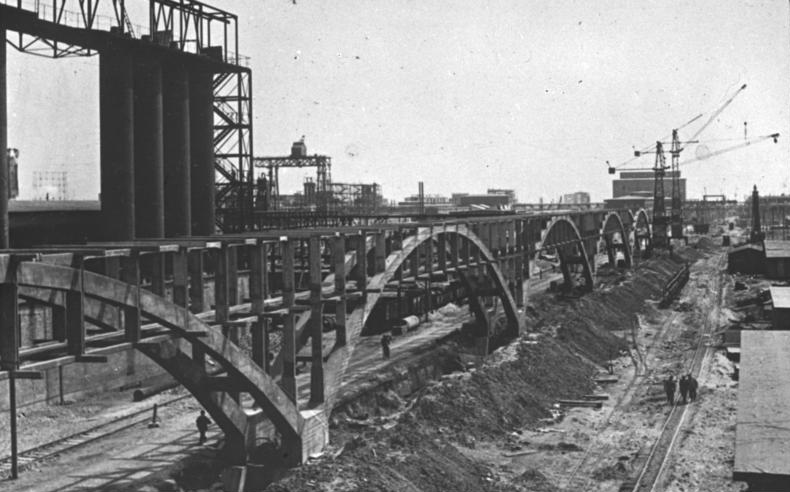
مصنع إي غه فاربن للزيوت الاصطناعية قيد الإنشاء في معسكر اعتقال مونوفيتس (1941). كان هذا المصنع جزءًا من المجمع في معسكر اعتقال أوشفيتز.

كانت المسألة الاقتصادية الأكثر إلحاحًا التي واجهها النازيون في البداية هي معدل البطالة الوطني البالغ 30 في المائة.  الاقتصادي د. هجالمار شاخت، رئيس بنك الرايخ ووزير الاقتصاد، بوضع خطة لتمويل العجز في مايو 1933. تم دفع المشاريع الرأسمالية بإصدار سندات إذنية تسمى فواتير ميفو. عندما تم تقديم الملاحظات للدفع، قام بنك الرايخ بطباعة النقود. توقع هتلر وفريقه الاقتصادي أن التوسع الإقليمي القادم سيوفر وسائل سداد الدين القومي المتزايد.  حققت إدارة شاخت انخفاضًا سريعًا في معدل البطالة، وهو الأكبر بين أي بلد خلال فترة الكساد الكبير.  كان الانتعاش الاقتصادي غير متكافئ، مع انخفاض ساعات العمل وتوافر الضروريات غير المنتظم، مما أدى إلى خيبة أمل من النظام في وقت مبكر من عام 1934. 
في أكتوبر 1933، تم مصادرة أعمال الطائرات يونكرز. بالتنسيق مع شركات تصنيع الطائرات الأخرى وتحت إشراف وزير الطيران غورينج، تم زيادة الإنتاج. من قوة عاملة قوامها 3200 شخص أنتجت 100 وحدة سنويًا في عام 1932، نمت الصناعة لتوظيف ربع مليون عامل يصنعون أكثر من 10000 طائرة متقدمة تقنيًا سنويًا بعد أقل من عشر سنوات. 
تم إنشاء بيروقراطية معقدة لتنظيم واردات المواد الخام والسلع التامة الصنع بهدف القضاء على المنافسة الأجنبية في السوق الألمانية وتحسين ميزان المدفوعات في البلاد. شجع النازيون على تطوير بدائل اصطناعية لمواد مثل النفط والمنسوجات.  بما أن السوق كان يعاني من وفرة وأسعار النفط منخفضة، في عام 1933 عقدت الحكومة النازية اتفاقية مشاركة الأرباح مع إي غه فاربن، مما يضمن لهم عائدًا بنسبة 5 بالمائة على رأس المال المستثمر في مصنعهم للزيوت الاصطناعية في لوينا. سيتم تحويل أي أرباح تزيد عن هذا المبلغ إلى الرايخ. بحلول عام 1936، ندم فاربين على إبرام الصفقة، حيث تم توليد أرباح زائدة.  في محاولة أخرى لتأمين إمدادات كافية من النفط في زمن الحرب، هددت ألمانيا رومانيا لتوقيع اتفاقية تجارية في مارس 1939. 
تضمنت مشاريع الأشغال العامة الكبرى الممولة من عجز الإنفاق بناء شبكة من الرايخ أوتوبان وتوفير التمويل للبرامج التي بدأتها الحكومة السابقة للإسكان والتحسينات الزراعية.  لتحفيز صناعة البناء، تم تقديم الائتمان للشركات الخاصة وتم توفير الإعانات لشراء المنازل والإصلاحات.  بشرط مغادرة الزوجة للقوى العاملة، يمكن الوصول إلى قرض يصل إلى 1000 مارك ألماني من قبل الأزواج الشباب من أصل آري الذين ينوون الزواج، وتم تخفيض المبلغ الذي يجب سداده بنسبة 25 في المائة لكل ولد الطفل.  تم حذف التحذير بأن المرأة يجب أن تظل عاطلة عن العمل خارج المنزل بحلول عام 1937 بسبب نقص العمال المهرة. 
تصور هتلر للسيارة على نطاق واسع كجزء من ألمانيا الجديدة، رتب هتلر للمصمم فرديناند بورش لوضع خطط لسيارة KdF-wagen ( سيارة من خلال الفرح )، التي تهدف إلى أن تكون سيارة يمكن للجميع إمتلاكها. تم عرض نموذج أولي في معرض السيارات الدولي في برلين في 17 فبراير 1939. مع اندلاع الحرب العالمية الثانية، تم تحويل المصنع لإنتاج مركبات عسكرية. لم يتم بيع أي منها حتى بعد الحرب، عندما تم تغيير اسم السيارة إلى فولكس فاجن (سيارة الشعب). 

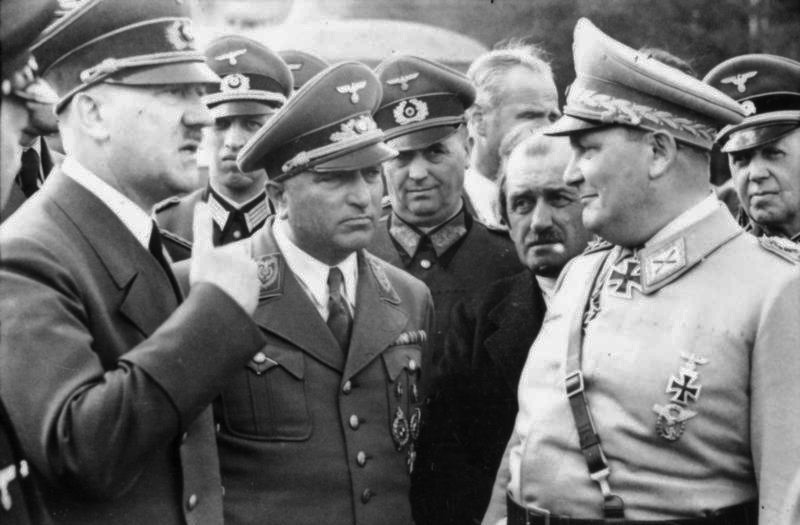
(من اليسار) هتلر؛ روبرت لي، رئيس جبهة العمل الألمانية؛ فرديناند بورش، صانع الأسلحة؛ وهيرمان غورينغ، رئيس الخطة الخمسية (1942)

كان ستة ملايين شخص عاطلين عن العمل عندما استولى النازيون على السلطة في عام 1933 وبحلول عام 1937 كان هناك أقل من مليون شخص.  يرجع ذلك في جزء منه إلى إخراج النساء من القوى العاملة.  انخفضت الأجور الحقيقية بنسبة 25 في المائة بين عامي 1933 و1938.  بعد حل النقابات في مايو 1933، تم الاستيلاء على أموالهم واعتقال قيادتهم،  بما في ذلك أولئك الذين حاولوا التعاون مع الحزب النازي.  تم إنشاء منظمة جديدة، هي جبهة العمل الألمانية، وتم وضعها تحت إشراف موظف الحزب النازي روبرت لي.  كان متوسط أسبوع العمل 43 ساعة عام 1933؛ بحلول عام 1939 زاد هذا إلى 47 ساعة. 
بحلول أوائل عام 1934، تحول التركيز نحو إعادة التسلح. بحلول عام 1935، شكلت النفقات العسكرية 73٪ من مشتريات الحكومة من السلع والخدمات.  في 18 أكتوبر 1936، سمى هتلر غورينغ باسم المفوض للخطة الخمسية، بهدف تسريع إعادة التسلح.  بالإضافة إلى الدعوة إلى البناء السريع لمصانع الصلب، ومصانع المطاط الاصطناعي، ومصانع أخرى، وضع غورينغ ضوابط للأجور والأسعار، وقيد إصدار أرباح الأسهم.  تم إنفاق  كبيرة على إعادة التسلح على الرغم من العجز المتزايد.  كان من المستحيل تحقيق الخطط التي تم الكشف عنها في أواخر عام 1938 من أجل الزيادات الضخمة في القوات البحرية والقوات الجوية، حيث كانت ألمانيا تفتقر إلى الموارد المالية والمادية لبناء الوحدات المخططة ، بالإضافة إلى الوقود اللازم المطلوب للحفاظ على تشغيلها.  مع إدخال الخدمة العسكرية الإجبارية في عام 1935، توسع الرايخويهر، الذي كان محدودًا بـ 100000 بموجب شروط معاهدة فرساي، إلى 750.000 في الخدمة الفعلية في بداية الحرب العالمية الثانية، مع مليون آخرين في الاحتياطي.  بحلول يناير 1939، انخفضت البطالة إلى 301.800 وانخفضت إلى 77500 فقط بحلول سبتمبر. 

### اقتصاد الحرب والسخرة

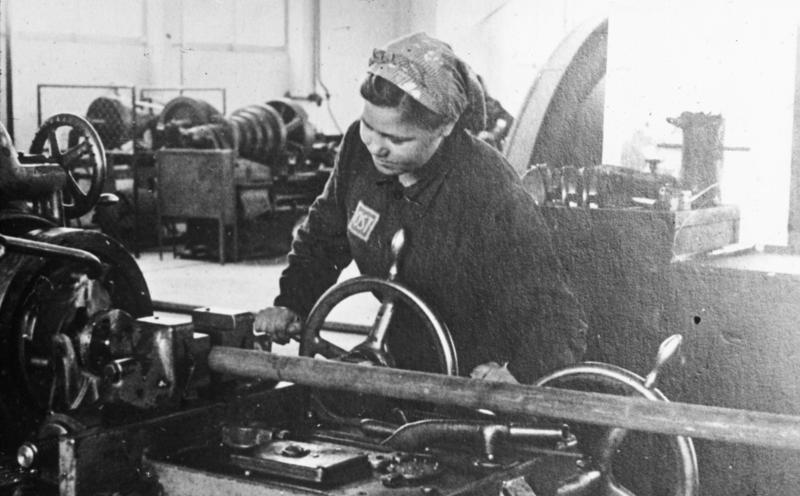
امرأة تحمل شارة تحملأوستأربايتر في مصنع إي غه فاربن في أوشفيتز

كان اقتصاد الحرب النازي اقتصادًا مختلطًا يجمع بين السوق الحرة والتخطيط المركزي. يصفه المؤرخ ريتشارد أوفري بأنه في مكان ما بين اقتصاد القيادة في الاتحاد السوفييتي والنظام الرأسمالي للولايات المتحدة. 
في عام 1942، بعد وفاة وزير التسلح فريتز تودت، عين هتلر ألبرت شبير كبديل له.  تقسيم السلع الاستهلاكية في زمن الحرب إلى زيادة المدخرات الشخصية، الأموال التي تم إقراضها بدورها للحكومة لدعم المجهود الحربي.  بحلول عام 1944، كانت الحرب تستهلك 75٪ من الناتج المحلي الإجمالي لألمانيا ، مقارنة بـ 60٪ في الاتحاد السوفيتي و55٪ في بريطانيا.  قام شبير بتحسين الإنتاج من خلال مركزة التخطيط والمراقبة، وخفض إنتاج السلع الاستهلاكية، واستخدام السخرة والرق.   اعتمد اقتصاد الحرب في نهاية المطاف بشكل كبير على العمالة على نطاق واسع للعمل بالسخرة. استوردت ألمانيا واستعبدت حوالي 12   مليون شخص من 20 دولة أوروبية للعمل في المصانع والمزارع. ما يقرب من 75 في المئة كانوا من أوروبا الشرقية.  كان العديد من الضحايا في قصف الحلفاء، حيث حصلوا على حماية ضعيفة من الغارات الجوية. أدت الظروف المعيشية السيئة إلى ارتفاع معدلات المرض والإصابة والوفاة، فضلاً عن التخريب والنشاط الإجرامي.  اعتمد اقتصاد الحرب أيضًا على السطو على نطاق واسع، في البداية من خلال استيلاء الدولة على ممتلكات المواطنين اليهود وبعد ذلك عن طريق نهب موارد الأراضي المحتلة. 
تم تصنيف العمال الأجانب الذين تم إدخالهم إلى ألمانيا في أربعة تصنيفات: العمال الضيوف والمعتقلون العسكريون والعمال المدنيون والعمال الشرقيون. كانت كل مجموعة خاضعة للوائح مختلفة. أصدر النازيون حظراً على العلاقات الجنسية بين الألمان والعمال الأجانب.  
بحلول عام 1944، عملت أكثر من نصف مليون امرأة كمساعدين في القوات المسلحة الألمانية.  زاد عدد النساء العاملات بأجر فقط بمقدار 271000 (1.8 في المائة) من عام 1939 إلى عام 1944.  نظرًا  إنتاج السلع الاستهلاكية، تركت النساء تلك الصناعات للعمل في اقتصاد الحرب. كما تولوا وظائف كان يشغلها الرجال في السابق، لا سيما في المزارع والمتاجر المملوكة للعائلات. 
استهدف الحلفاء قصفًا استراتيجيًا ثقيلًا للغاية لمصافي إنتاج النفط الاصطناعية والبنزين، بالإضافة إلى نظام النقل الألماني، وخاصة ساحات السكك الحديدية والقنوات.  بدأت صناعة الأسلحة في الانهيار بحلول سبتمبر 1944. بحلول نوفمبر، لم يعد فحم الوقود يصل إلى وجهاته ولم يعد إنتاج الأسلحة الجديدة ممكنًا.  يجادل أوفري بأن القصف أدى إلى إجهاد اقتصاد الحرب الألماني وأجبره على تحويل ما يصل إلى ربع القوى العاملة والصناعة إلى موارد مضادة للطائرات، والتي من المحتمل أن تقصر الحرب. 
أثناء الحرب، استخراج النازيين كبير نهب من أوروبا المحتلة. كتب المؤرخ ومراسل الحرب ويليام ل. شيرير : "لن يُعرف المبلغ الإجمالي للنهب [النازي] أبدًا ؛ فقد ثبت أنه يتجاوز قدرة الإنسان على الحساب بدقة".  احتياطيات الذهب وغيرها من الحيازات الأجنبية من البنوك الوطنية للدول المحتلة ، بينما كانت عادة «تكاليف الاحتلال» كبيرة مفروضة. بحلول نهاية الحرب ، تم حساب تكاليف الاحتلال من قبل النازيين عند 60   مليار Reichsmarks ، مع فرنسا وحدها تدفع 31.5   مليار. اضطر بنك فرنسا لتقديم 4.5   مليار Reichsmarks في «الاعتمادات» لألمانيا ، في حين تم تقييم 500،000 Reichsmarks أخرى ضد Vichy France من قبل النازيين في شكل «رسوم» ورسوم أخرى متنوعة. استغل النازيون الدول المحتلة الأخرى بطريقة مماثلة. بعد الحرب ، خلص مسح القصف الاستراتيجي للولايات المتحدة إلى أن ألمانيا حصلت على 104   مليار Reichsmarks في شكل تكاليف الاحتلال وتحويلات الثروة الأخرى من أوروبا المحتلة ، بما في ذلك ثلثي الناتج المحلي الإجمالي لبلجيكا وهولندا. 

## السياسة العرقية وعلم تحسين النسل

### العنصرية ومعاداة السامية
كانت العنصرية ومعاداة السامية من المبادئ الأساسية للحزب النازي والنظام النازي. استندت سياسة ألمانيا النازية العرقية على إيمانهم بوجود عرق رئيسي متفوق. افترض النازيون وجود صراع عنصري بين العرق الرئيسي الآري والأجناس السفلية، وخاصة اليهود، الذين كانوا يُنظر إليهم على أنهم عرق مختلط تسللوا إلى المجتمع وكانوا مسؤولين عن استغلال وقمع العرق الآري. 

### اضطهاد اليهود

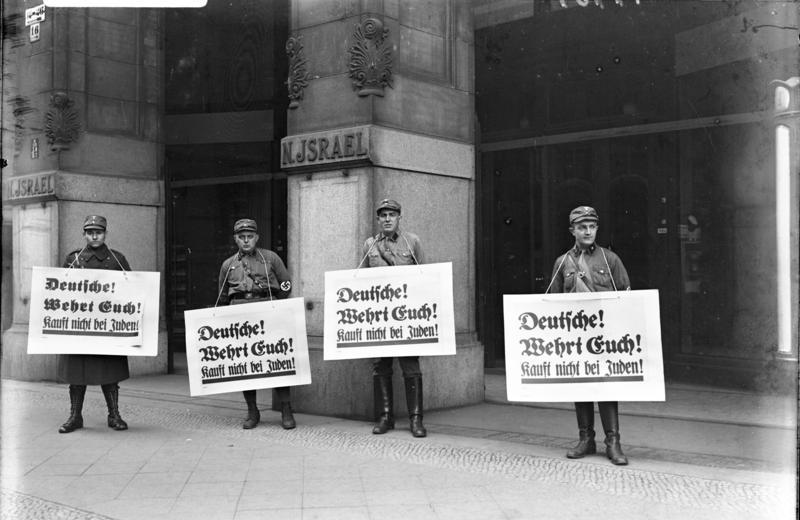
مقاطعة النازية للأعمال اليهودية، أبريل 1933. تقول الملصقات «الألمان! دافعوا عن أنفسكم! لا تشترو من اليهود!»

بدأ التمييز ضد اليهود فور الاستيلاء على السلطة. بعد سلسلة من الهجمات التي استمرت لمدة شهر من قبل أعضاء كتيبة العاصفة على الشركات اليهودية والمعابد اليهودية، في 1 أبريل 1933 أعلن هتلر مقاطعة وطنية للشركات اليهودية.  أجبر قانون استعادة الخدمة المدنية المهنية الصادر في 7 أبريل / نيسان جميع الموظفين المدنيين غير الآريين على التقاعد من المهنة القانونية والخدمة المدنية.  سرعان ما حرم تشريع مماثل مهنيين يهود آخرين من حقهم في الممارسة، وفي 11 أبريل / نيسان صدر مرسوم ينص على أن أي شخص لديه حتى أحد الوالدين اليهود أو جده يعتبر غير آري.  كجزء من حملة إزالة النفوذ اليهودي من الحياة الثقافية، قام أعضاء رابطة الطلاب الاشتراكيين الوطنيين بإزالة أي كتب تعتبر غير ألمانية من المكتبات، وتم عقد حرق الكتب على الصعيد الوطني في 10 مايو. 
استخدم النظام العنف والضغط الاقتصادي لتشجيع اليهود على مغادرة البلاد طواعية.  مُنعت الشركات اليهودية من الوصول إلى الأسواق، وتم منعها من الإعلان، وحُرمت من الوصول إلى العقود الحكومية. تعرض المواطنون للمضايقة وتعرضوا لاعتداءات عنيفة.  نشرت العديد من البلدات لافتات تمنع دخول اليهود. 
في نوفمبر 1938، طلب شاب يهودي مقابلة مع السفير الألماني في باريس والتقى بسكرتير للمفوضية، أطلق عليه النار وقتل احتجاجًا على معاملة عائلته في ألمانيا. قدم هذا الحادث ذريعة لمذبحة قام بها الحزب النازي ضد اليهود في 9 نوفمبر 1938. قام أعضاء من جيش الإنقاذ بتخريب أو تدمير المعابد والممتلكات اليهودية في جميع أنحاء ألمانيا. قُتل ما لا يقل عن 91 يهوديًا ألمانيًا خلال هذه المذبحة، التي سميت لاحقًا كريستال نخت ، ليلة الزجاج المكسور.   تم فرض قيود أخرى على اليهود في الأشهر القادمة   - مُنعوا من امتلاك أعمال أو العمل في متاجر البيع بالتجزئة، أو قيادة السيارات، أو الذهاب إلى السينما، أو زيارة المكتبة، أو امتلاك الأسلحة، وتم إبعاد التلاميذ اليهود من المدارس. تم تغريم الجالية اليهودية مليار مارك لدفع الأضرار التي سببها كريستال ناخت وأخبروا أنه سيتم مصادرة أي تسويات تأمينية.  بحلول عام 1939، هاجر حوالي 250.000 من 437000 يهودي ألماني إلى الولايات المتحدة والأرجنتين وبريطانيا العظمى وفلسطين ودول أخرى.   اختار الكثيرون البقاء في أوروبا القارية. سمح للمهاجرين إلى فلسطين بنقل الممتلكات هناك بموجب شروط اتفاقية هافارا، لكن أولئك الذين ينتقلون إلى دول أخرى اضطروا لترك جميع ممتلكاتهم وراءهم، واستولت عليها الحكومة. 

### اضطهاد الروما (الغجر)
مثل اليهود ، تعرض شعب الروما للاضطهاد من الأيام الأولى للنظام. تم حظر الروما من الزواج من الناس من أصل ألماني. تم شحنها إلى معسكرات الاعتقال ابتداء من عام 1935 وقتل الكثير.   بعد غزو بولندا، تم ترحيل 2500 شخص من الروما والسنتي من ألمانيا إلى الحكومة العامة ببولندا، حيث تم سجنهم في معسكرات العمل. وعلى الأرجح إبادة الناجين في بلزيك، سوبيبور، أو تريبلينكا. تم ترحيل 5000 آخرين من السنتي والنمساويين لاليري إلى لودو غيتو في أواخر عام 1941، حيث قُتل نصفهم. تم بعد ذلك نقل الناجين من الغجر من الحي اليهودي إلى معسكر الإبادة في معسكر الإبادةخيلمنو في أوائل عام 1942. 
كان النازيون يعتزمون ترحيل جميع شعب الروما من ألمانيا، وحصرهم في Zigeunerlager (معسكرات الغجر) لهذا الغرض. أمر هيملر بترحيلهم من ألمانيا في ديسمبر 1942، مع استثناءات قليلة. تم ترحيل ما مجموعه 23000 روماني إلى محتشد اعتقال أوشفيتز، مات منهم 19000. خارج ألمانيا، تم استخدام شعب الروما بانتظام للعمل القسري، على الرغم من مقتل العديد. في دول البلطيق والاتحاد السوفياتي، قتل 30.000 روماني على يد القوات الخاصة والجيش الألماني وإينساتزغروبن. في صربيا المحتلة، قُتل 1000 إلى 12000 روماني، بينما قتل ما يقرب من 25000 روماني يعيشون في دولة كرواتيا المستقلة. وتشير التقديرات في نهاية الحرب إلى أن إجمالي عدد القتلى يبلغ حوالي 220.000، وهو ما يعادل حوالي 25 في المائة من سكان الروما في أوروبا. 

### الجماعات المضطهدة الأخرى

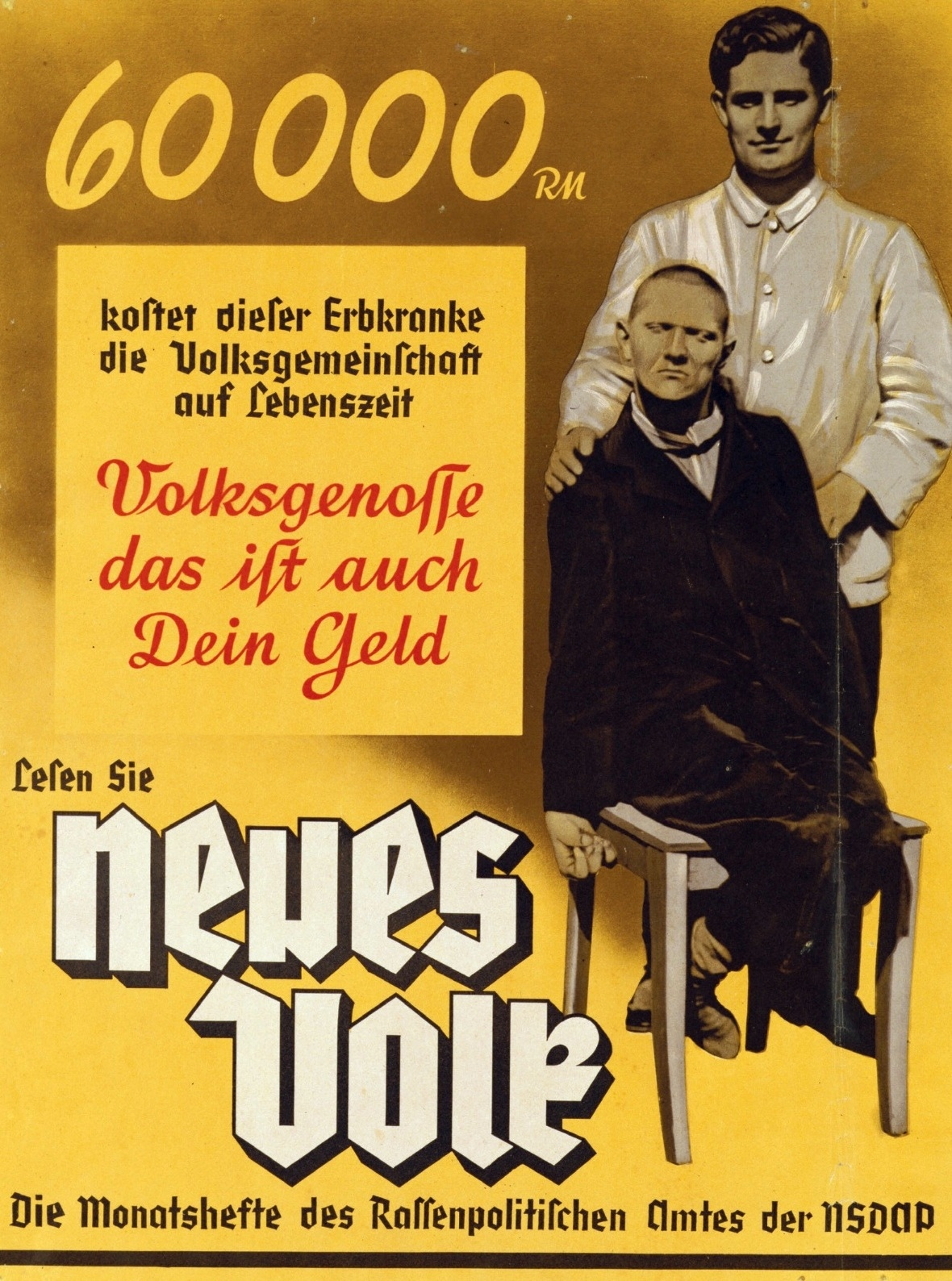
ملصق من مكتب السياسة العنصرية للحزب النازي: «60 ألف رينجيت ماليزي هو ما يكلفه هذا الشخص المصاب بمرض وراثي المجتمع في حياته. أيها المواطن، هذا مالك أيضا».

كان أكتيون بي4 برنامجًا للقتل المنهجي للمعاقين جسديًا وعقليًا والمرضى في مستشفيات الأمراض النفسية التي جرت بشكل رئيسي من عام 1939 إلى عام 1941، واستمر حتى نهاية الحرب. في البداية تم إطلاق النار على الضحايا على يد أينزاتسغروبن وآخرين. تم استخدام غرف الغاز وعربات الغاز التي تستخدم أول أكسيد الكربون في أوائل عام 1940.   بموجب قانون الوقاية من الأمراض المنقولة وراثيا، الذي تم سنه في 14 يوليو 1933، خضع أكثر من 400000 شخص للتعقيم الإجباري.  أكثر من نصف أولئك الذين اعتبروا يعانون من نقص عقلي، والذي شمل ليس فقط الأشخاص الذين سجلوا نتائج سيئة في اختبارات الذكاء، ولكن أولئك الذين انحرفوا عن معايير السلوك المتوقعة فيما يتعلق بالتوفير، والسلوك الجنسي، والنظافة. جاء معظم الضحايا من الفئات المحرومة مثل البغايا والفقراء والمشردين والمجرمين.  الجماعات الأخرى التي تعرضت للاضطهاد والقتل شهود يهوه ، المثليون جنسيا ، غير المناسبين الاجتماعيين ، وأعضاء المعارضة السياسية والدينية .  

### جنرالبلان أوست
استندت حرب ألمانيا في الشرق على وجهة نظر هتلر القديمة بأن اليهود كانوا العدو الأكبر للشعب الألماني وأن ليبنسراوم كانت ضرورية لتوسيع ألمانيا. ركز هتلر اهتمامه على أوروبا الشرقية، بهدف التغلب على بولندا والاتحاد السوفيتي.   بعد احتلال بولندا في عام 1939، كان جميع اليهود الذين يعيشون في الحكومة العامة محصورين في الأحياء اليهودية، وكان أولئك الذين يتمتعون بصحة بدنية مطلوبين لأداء العمل الإجباري.  في عام 1941 قرر هتلر تدمير الأمة البولندية بالكامل. في غضون 15 إلى 20 سنة، كان من المقرر تطهير الحكومة العامة من البولنديين العرقيين وإعادة توطينهم من قبل المستعمرين الألمان.  حوالي 3.8 إلى 4 سيبقى مليون بولنديًا كعبيد،  جزءًا من قوة عمل الرقيق البالغ عددها 14 مليون النازيين يعتزمون إنشاء باستخدام مواطني الدول المحتلة.  
دعا جنرالبلان أوست («الخطة العامة للشرق») إلى ترحيل سكان أوروبا الشرقية المحتلة والاتحاد السوفييتي إلى سيبيريا، لاستخدامهم كعبيد أو للقتل.  لتحديد من يجب قتله، أنشأ هيملر نظام فولكسستل، وهو نظام تصنيف للأشخاص الذين يعتبرون من دم ألماني.  أمر بترحيل أولئك المنحدرين من أصل ألماني الذين رفضوا تصنيفهم على أنهم من أصل ألماني إلى معسكرات الاعتقال، أو نقل أطفالهم، أو تكليفهم بالعمل القسري.   تضمنت الخطة أيضًا خطف الأطفال الذين يُعتقد أنهم يتمتعون بسمات الآرية- النوردية، الذين يُعتقد أنهم من أصل ألماني.  كان الهدف هو تنفيذ جنرالبلان أوست بعد غزو الاتحاد السوفياتي ، ولكن عندما فشل الغزو ، كان على هتلر التفكير في خيارات أخرى.   كان أحد الاقتراحات هو الترحيل القسري الجماعي لليهود إلى بولندا أو فلسطين أو مدغشقر. 
بالإضافة إلى القضاء على اليهود، خطط النازيون لخفض عدد سكان الأراضي المحتلة بنسبة 30   مليون شخص من خلال المجاعة في عمل يسمى خطة الجوع. سيتم تحويل الإمدادات الغذائية إلى الجيش الألماني والمدنيين الألمان. سيتم تجريف المدن والسماح للأراضي بالعودة إلى الغابات أو إعادة توطينها من قبل المستعمرين الألمان.  معًا ، كانت خطة الجوع والجنرال بلان أوست ستؤدي إلى تجويع 80 مليون شخص في الاتحاد السوفياتي.  أسفرت هذه الخطط التي تم تنفيذها جزئياً عن وفيات بسبب الإبادة الجماعية تقدر بنحو 19.3   مليون مدني وأسير حرب (أسرى الحرب) في جميع أنحاء الاتحاد السوفياتي وأماكن أخرى في أوروبا.  خلال الحرب خسر الاتحاد السوفيتي ما مجموعه 27 مليون شخص. أقل من تسعة ملايين من هؤلاء قتلوا في المعارك.  قتل أو جرح واحد من كل أربعة من السوفييت. 

### المحرقة والحل النهائي

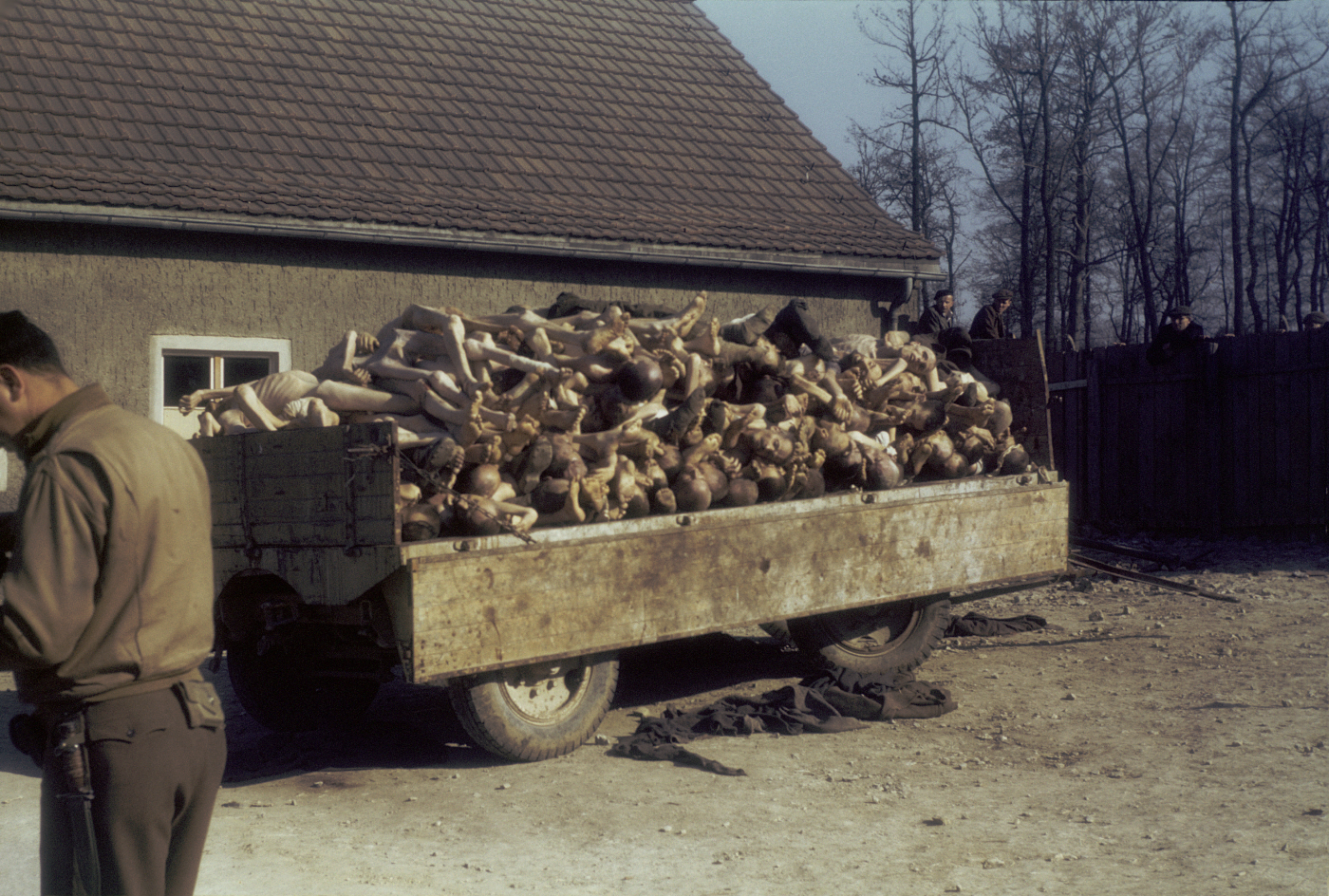
عربة مكدسة عالية مع جثث خارج محرقة الجثث في محتشد اعتقال بوخينوالد الذي حرره الجيش الأمريكي، 1945

حول وقت الهجوم الفاشل ضد موسكو في ديسمبر 1941، قرر هتلر أنه سيتم إبادة يهود أوروبا على الفور.  بينما كان قتل المدنيين اليهود مستمرًا في الأراضي المحتلة في بولندا والاتحاد السوفيتي، تم وضع خطط للقضاء التام على السكان اليهود في أوروبا - أحد عشر مليون شخص - في مؤتمر وانسي في 20 يناير 1942. سيعمل بعضهم حتى الموت وسيقتل الباقون في تنفيذ الحل النهائي للمسألة اليهودية.  البداية قتل الضحايا من قبل فرق إطلاق النار أينزاتسغروبن، ثم بواسطة غرف الغاز الثابتة أو عربات الغاز، لكن هذه الأساليب أثبتت أنها غير عملية لعملية بهذا الحجم.   بحلول عام 1942، تم إنشاء معسكرات إبادة مجهزة بغرف الغاز في أوشفيتز، وشيامنو، وسوبيبور، وتريبلينكا، وأماكن أخرى.  يقدر إجمالي عدد القتلى من اليهود بـ 5.5 إلى ستة ملايين،  بينهم أكثر من مليون طفل. 
تلقى الحلفاء معلومات حول جرائم القتل من الحكومة البولندية في المنفى والقيادة البولندية في وارسو، والتي تستند في الغالب على معلومات استخبارية من الدولة السرية البولندية.   كان بإمكان المواطنين الألمان الوصول إلى المعلومات حول ما كان يحدث ، حيث أفاد الجنود العائدون من الأراضي المحتلة عما شاهدوه وفعلوه.  المؤرخ ريتشارد إيفانز أن معظم المواطنين الألمان رفضوا الإبادة الجماعية. 

### قمع البولنديين العرقيين
كان النازيون ينظرون إلى البولنديين على أنهم غير آدميين وغير آريين، وخلال الاحتلال الألماني لبولندا قتل 2.7 مليون من البولنديين العرقيين.  المدنيون البولنديون للعمل القسري في الصناعة الألمانية، والاعتقال، والطرد بالجملة لإفساح المجال للمستعمرين الألمان، والإعدامات الجماعية. انخرطت السلطات الألمانية في جهد منهجي لتدمير الثقافة البولندية والهوية الوطنية. خلال عملية إيه بي أكتون، تم اعتقال العديد من أساتذة الجامعات وأعضاء المثقفين البولنديين، ونقلهم إلى معسكرات الاعتقال، أو إعدامهم. خلال الحرب، فقدت بولندا ما يقدر بـ 39 إلى 45 في المائة من أطباءها وأطباء الأسنان، و26 إلى 57 في المائة من محاميها، و15 إلى 30 في المائة من معلميها، و30 إلى 40 في المائة من علمائها وأساتذة الجامعات، و18 إلى 28 في المائة من رجال الدين. 

### سوء معاملة أسرى الحرب السوفييت

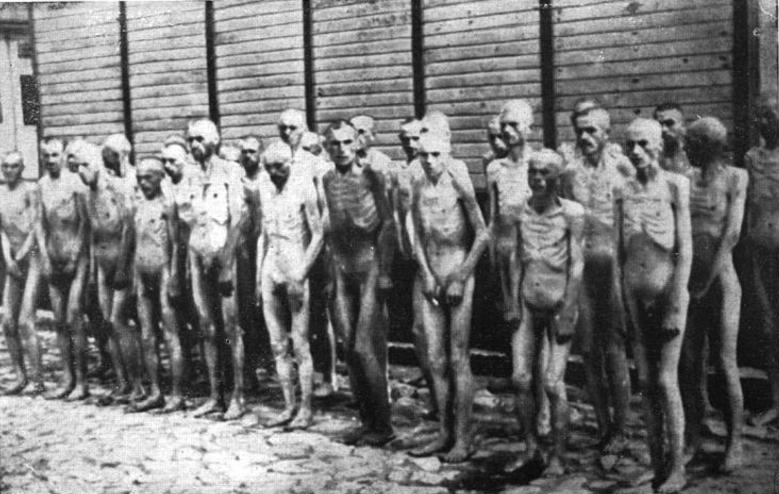
أسرى الحرب السوفيات في ماوتهاوزن

احتجز النازيون 5.75  مليون أسير حرب سوفيتي، أكثر مما أخذوه من جميع قوات الحلفاء الأخرى مجتمعة. من بين هؤلاء، قتلوا ما يقدر بنحو 3.3   مليون،  بـ 2.8   قتل مليون منهم بين يونيو 1941 ويناير 1942.  جوع العديد من أسرى الحرب حتى الموت أو لجأوا إلى أكل لحوم البشر أثناء احتجازهم في أقلام في الهواء الطلق في أوشفيتز وأماكن أخرى. 
منذ عام 1942 فصاعدًا، كان يُنظر إلى أسرى الحرب السوفييت كمصدر للعمل الجبري، وتلقوا معاملة أفضل حتى يتمكنوا من العمل.  بحلول ديسمبر 1944، كان 750.000 أسير حرب سوفييتي يعملون، بما في ذلك في مصانع الأسلحة الألمانية (في انتهاك لاتفاقيات لاهاي وجنيف ) والمناجم والمزارع. 

## المجتمع

### التعليم
أدى التشريع المعادي للسامية في عام 1933 إلى تنحية جميع المعلمين والأساتذة والمسؤولين اليهود من نظام التعليم. كان مطلوبًا من معظم المعلمين الانتماء إلى Nationalsozialistischer Lehrerbund (NSLB؛ رابطة المعلمين الاشتراكية الوطنية) وأساتذة الجامعات مطلوب منهم الانضمام إلى المحاضرين الألمان الاشتراكيين الوطنيين.   كان على المعلمين أداء قسم الولاء والطاعة لهتلر، وأولئك الذين فشلوا في إظهار التوافق الكافي مع المثل الحزبية تم الإبلاغ عنها من قبل الطلاب أو زملائهم المعلمين.   أدى نقص التمويل للرواتب إلى ترك العديد من المعلمين للمهنة. ارتفع متوسط حجم الفصل من 37 في عام 1927 إلى 43 في عام 1938 بسبب نقص المعلمين. 
صدرت توجيهات متكررة ومتناقضة في كثير من الأحيان من قبل وزير الداخلية فيلهلم فريك، وبرنهارد روست من وزارة الرايخ للعلوم والتعليم والثقافة، ووكالات أخرى فيما يتعلق بمحتوى الدروس والكتب المقبولة للاستخدام في المدارس الابتدائية والثانوية.  تم حذف الكتب التي تعتبر غير مقبولة للنظام من مكتبات المدارس.  التلقين في الفكر الاشتراكي الوطني إلزاميًا في يناير 1934.  تم تلقين الطلاب الذين تم اختيارهم كأعضاء مستقبليين من النخبة الحزبية من سن 12 عامًا في مدارس أدولف هتلر للتعليم الابتدائي ومعاهد التربية السياسية الوطنية للتعليم الثانوي. تم تلقين التلقين الاشتراكي القومي التفصيلي لحاملي المستقبل من رتبة النخبة العسكرية في Order Castles ‏. 

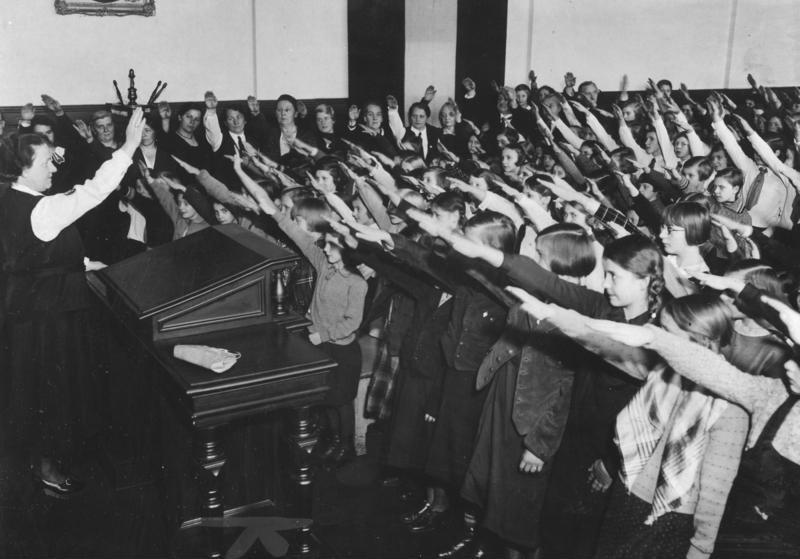
التحية النازية في المدرسة (1934): تم تلقين الأطفال في سن مبكرة.

ركز التعليم الابتدائي والثانوي على علم الأحياء العنصري والسياسة السكانية والثقافة والجغرافيا واللياقة البدنية.  تم تغيير المناهج الدراسية في معظم المواد، بما في ذلك علم الأحياء والجغرافيا وحتى الحساب، لتغيير التركيز إلى العرق.  أصبح التعليم العسكري المكون الرئيسي للتربية البدنية، وتم توجيه التعليم في الفيزياء نحو المواد ذات التطبيقات العسكرية، مثل المقذوفات والديناميكا الهوائية.   كان مطلوبا من الطلاب مشاهدة جميع الأفلام التي أعدتها شعبة المدرسة في وزارة الرايخ للتنوير العام والدعاية.
في الجامعات، كانت التعيينات في المناصب العليا موضع صراعات على السلطة بين وزارة التعليم ومجالس الجامعة ورابطة الطلاب الألمانية الاشتراكية الوطنية.  الرغم من ضغوط العصبة والوزارات الحكومية المختلفة، لم يقم معظم أساتذة الجامعات بإجراء تغييرات على محاضراتهم أو مناهجهم خلال الفترة النازية.  ينطبق هذا بشكل خاص على الجامعات الواقعة في مناطق ذات أغلبية كاثوليكية.  انخفض التسجيل في الجامعات الألمانية من 104000 طالب في عام 1931 إلى 41000 في عام 1939، لكن التسجيل في كليات الطب ارتفع بشكل حاد حيث اضطر الأطباء اليهود لمغادرة المهنة، لذلك كان لدى خريجي الطب فرص عمل جيدة.  من عام 1934، كان مطلوبًا من طلاب الجامعات حضور جلسات تدريب عسكرية متكررة ومستهلكة للوقت تديرها كتيبة العاصفة.  كما كان على طلاب السنة الأولى أن يخدموا ستة أشهر في معسكر خدمات عمال الرايخ؛ مطلوب خدمة عشرة أسابيع إضافية من طلاب السنة الثانية. 

### دور المرأة والأسرة
كانت النساء حجر الزاوية في السياسة الاجتماعية النازية. عارض النازيون الحركة النسوية، زاعمين أنها كانت من صنع مفكرين يهود، وبدلاً من ذلك دعت إلى مجتمع أبوي أدركت فيه المرأة الألمانية أن «عالمها هو زوجها وأسرتها وأطفالها ومنزلها».  تم إغلاق الجماعات النسوية أو دمجها في الرابطة النسائية الاشتراكية الوطنية، التي نسقت المجموعات في جميع أنحاء البلاد لتعزيز الأمومة وأنشطة الأسرة. تم تقديم دورات في تربية الأطفال والخياطة والطبخ. شعرت النسويات البارزات، بما في ذلك أنيتا أوغسبورغ، وليدا غوستافا هيمان، وهيلين ستوكر، بالاضطرار للعيش في المنفى.  نشرت العصبة مجلة المجلة الوطنية الاشتراكية النسائية، المجلة النسائية الوحيدة المعتمدة من الحزب النازي في ألمانيا النازية؛  على الرغم من بعض جوانب الدعاية، فقد كانت في الغالب مجلة نسائية عادية. 
تم تشجيع النساء على مغادرة القوى العاملة، وتم تشجيع إنشاء عائلات كبيرة من قبل نساء مناسبات عنصريًا من خلال حملة دعائية. حصلت النساء على جائزة برونزية - تعرف باسم Ehrenkreuz der Deutschen Mutter (صليب شرف الأم الألمانية) - لإنجاب أربعة أطفال، والفضة لستة أطفال، والذهبية لثمانية أو أكثر.  تلقت العائلات الكبيرة إعانات للمساعدة في النفقات. على الرغم من أن التدابير أدت إلى زيادة في معدل المواليد، فإن عدد الأسر التي لديها أربعة أطفال أو أكثر انخفض بنسبة خمسة في المائة بين عامي 1935 و1940.  لم يكن لإخراج النساء من القوى العاملة التأثير المقصود لتحرير الوظائف للرجال، حيث كانت النساء يعملن في الغالب كخادمات في المنازل، والنساجين، أو في صناعات الطعام والشراب - وهي وظائف لم تكن تهم الرجال.  منعت الفلسفة النازية أعدادًا كبيرة من النساء من التوظيف للعمل في مصانع الذخائر في الفترة التي سبقت الحرب، لذلك تم جلب العمال الأجانب. بعد بدء الحرب، تم استخدام عمال الرقيق على نطاق واسع.  في يناير 1943، وقع هتلر مرسومًا يطالب جميع النساء تحت سن الخمسين بتقديم تقارير عن مهام العمل للمساعدة في المجهود الحربي.  بعد ذلك تم تحويل النساء إلى وظائف زراعية وصناعية، وبحلول سبتمبر 1944 كان هناك 14.9 مليون امرأة تعمل في إنتاج الذخائر. 
أيد القادة النازيون فكرة أن العمل العقلاني والنظري غريب عن طبيعة المرأة، وبالتالي ثبط النساء عن السعي إلى التعليم العالي.  قانون صدر في أبريل 1933 حدد عدد الإناث المقبولات في الجامعة بعشرة بالمائة من عدد الحاضرين.  أدى هذا إلى انخفاض معدل التحاق الإناث بالمدارس الثانوية من 437000 في عام 1926 إلى 205000 في عام 1937. وانخفض عدد النساء المقيمات في المدارس ما بعد الثانوية من 128000 في عام 1933 إلى 51000 في عام 1938. ومع ذلك، مع اشتراط تجنيد الرجال في القوات المسلحة خلال الحرب، شكلت النساء نصف القيد في نظام ما بعد المرحلة الثانوية بحلول عام 1944. 

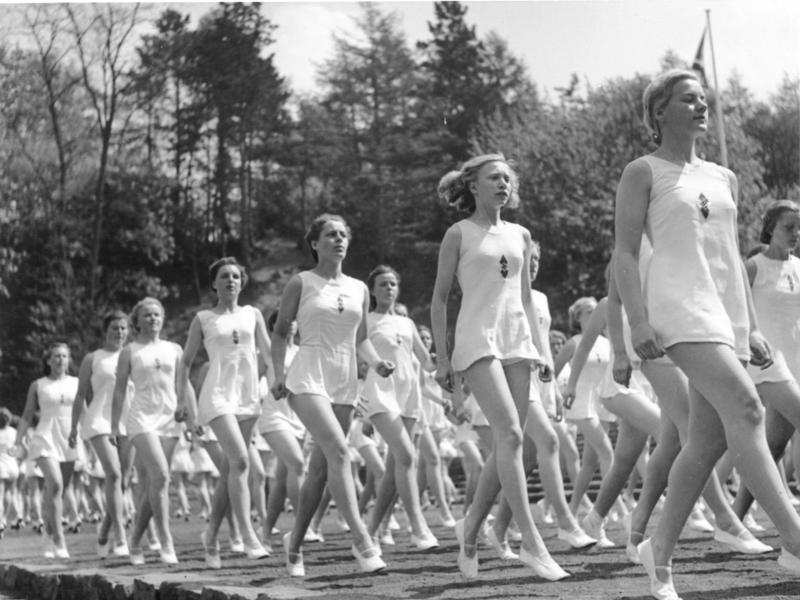
الشابات في Bund Deutscher Mädel (رابطة الفتيات الألمانيات) يمارسن الجمباز في عام 1941

كان من المتوقع أن تكون المرأة قوية وصحية وحيوية.  اعتُبرت المرأة الفلاحية القوية التي عملت في الأرض وأنجبت أطفالًا أقوياء مثاليين، وتمت الإشادة بالنساء لكونهن رياضيات ودبابات من العمل في الهواء الطلق.  تم إنشاء منظمات لتلقين القيم النازية. من 25 مارس 1939 أصبحت العضوية في شباب هتلر إلزامية لجميع الأطفال فوق سن العاشرة.  كانت رابطة البنات الصغارقسم من شباب هتلر للفتيات من سن 10 إلى 14 عامًا وكان Bund Deutscher Mädel (BDM؛ رابطة الفتيات الألمانيات) للشابات من سن 14 إلى 18 عامًا. تركزت أنشطة الرابطة على اللياقة البدنية التعليم، مع أنشطة مثل الجري، والقفز الطويل، والشقلبة، والمشي على حبل مشدود، والسير، والسباحة. 
عزز النظام النازي مدونة سلوك ليبرالية فيما يتعلق بالمسائل الجنسية وكان متعاطفًا مع النساء اللواتي أنجبن أطفالًا خارج إطار الزواج.  ازداد الاختلاط مع تقدم الحرب، حيث كان الجنود غير المتزوجين متورطين بشكل وثيق مع العديد من النساء في وقت واحد. كثيرا ما كانت زوجات الجندي متورطات في العلاقات خارج الزواج. كان الجنس يستخدم أحيانًا كسلعة للحصول على عمل أفضل من عامل أجنبي.  أمرت الكتيبات النساء الألمانيات بتجنب العلاقات الجنسية مع العمال الأجانب باعتبارها خطرا على دمائهم. 
بموافقة هتلر، قصد هيملر أن المجتمع الجديد للنظام النازي يجب أن يزيل الوصم غير الشرعي، خاصةً الأطفال الذين ولدوا من قبل أعضاء SS، الذين تم فحصهم من أجل الطهارة العرقية.  كان أمله في أن يكون لكل عائلة SS ما بين أربعة وستة أطفال.  أنشأت جمعية ليبينزبورن (نافورة الحياة)، التي أسسها هيملر في عام 1935، سلسلة من دور الولادة لاستيعاب الأمهات العازبات أثناء حملهن.  تم فحص كلا الوالدين للتأكد من ملاءمتهما العرقية قبل القبول.  غالبًا ما يتم تبني الأطفال الناتج في أسر SS.  كما تم توفير المنازل لزوجات أعضاء SS والحزب النازي، الذين ملأوا بسرعة أكثر من نصف البقع المتاحة. 
تم تطبيق القوانين الحالية التي تحظر الإجهاض باستثناء أسباب طبية بصرامة من قبل النظام النازي. انخفض عدد عمليات الإجهاض من 35000 سنويًا في بداية الثلاثينيات إلى أقل من 2000 سنويًا في نهاية العقد، على الرغم من أنه في عام 1935 صدر قانون يسمح بالإجهاض لأسباب تحسين النسل. 

### الصحة

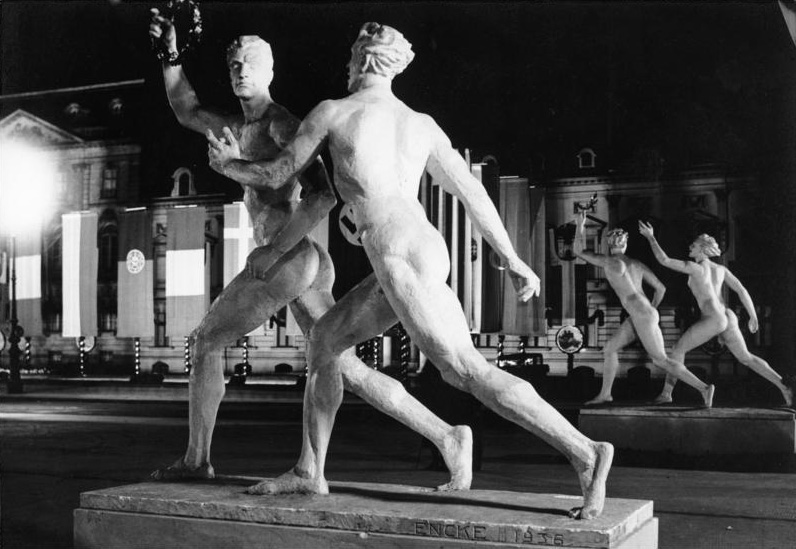
نصبت التماثيل التي تمثل الجسم المثالي في شوارع برلين لدورة الألعاب الأولمبية الصيفية لعام 1936.

كان لدى ألمانيا النازية حركة قوية لمكافحة التبغ، حيث أظهر البحث الرائد الذي أجراه فرانز إتش مولر في عام 1939 وجود علاقة سببية بين التدخين وسرطان الرئة.  اتخذ مكتب صحة الرايخ تدابير لمحاولة الحد من التدخين، بما في ذلك إنتاج المحاضرات والكتيبات.  تم حظر التدخين في العديد من أماكن العمل والقطارات وبين أفراد الجيش المناوبين.  عملت الوكالات الحكومية أيضًا على مكافحة المواد المسرطنة الأخرى مثل الأسبست والمبيدات الحشرية.  كجزء من حملة الصحة العامة العامة، تم تنظيف إمدادات المياه، وإزالة الرصاص والزئبق من المنتجات الاستهلاكية، وتم حث النساء على الخضوع لفحوصات منتظمة لسرطان الثدي. 
كانت خطط تأمين الرعاية الصحية التي تديرها الحكومة متاحة، ولكن تم حرمان اليهود من التغطية بدءًا من عام 1933. وفي نفس العام، مُنع الأطباء اليهود من علاج المرضى المؤمن عليهم من الحكومة. في عام 1937، مُنع الأطباء اليهود من علاج المرضى غير اليهود وفي عام 1938 تمت إزالة حقهم في ممارسة الطب تمامًا. 
تم إجراء التجارب الطبية، العديد منها كاذبة، على نزلاء معسكرات الاعتقال بدءًا من عام 1941.  وكان أشهر طبيب لإجراء التجارب الطبية إس إس- هوبتستثرمفهرر الدكتور جوزيف منغيل، طبيب المعسكر في أوشفيتز.  مات العديد من ضحاياه أو قتلوا عمداً.  تم إتاحة نزلاء معسكرات الإعتقال للشراء من قبل شركات الأدوية لاختبار الأدوية والتجارب الأخرى. 

### حماية البيئة
كان للمجتمع النازي عناصر داعمة لحقوق الحيوان وكان الكثير من الناس مغرمين بحدائق الحيوان والحياة البرية.  اتخذت الحكومة عدة إجراءات لضمان حماية الحيوانات والبيئة. في عام 1933، أصدر النازيون قانونًا صارمًا لحماية الحيوانات أثر على ما كان مسموحًا به للبحث الطبي.  تم تطبيق القانون بشكل فضفاض فقط، وعلى الرغم من الحظر المفروض على التشريح، قامت وزارة الداخلية بإعطاء تصاريح التجارب على الحيوانات. 
قام مكتب غابات الرايخ بموجب أوامر غورينج  بتنفيذ اللوائح التي تتطلب من الغابات زراعة مجموعة متنوعة من الأشجار لضمان الموائل المناسبة للحياة البرية، وأصبح قانون حماية حيوان الرايخ الجديد قانونًا في عام 1933.  أصدر النظام قانون حماية الطبيعة الرايخ في عام 1935 حماية المناظر الطبيعية من التنمية الاقتصادية المفرطة. سمح بمصادرة الأراضي المملوكة للقطاع الخاص لخلق محمية طبيعية ومساعدة في التخطيط بعيد المدى.  بذلت جهود روتينية للحد من تلوث الهواء، ولكن تم تنفيذ القليل من التشريعات القائمة بمجرد بدء الحرب. 

### اضطهاد الكنائس
عندما استولى النازيون على السلطة في عام 1933، كان ما يقرب من 67 في المائة من سكان ألمانيا من البروتستانت، و33 في المائة كانوا من الروم الكاثوليك، بينما شكل اليهود أقل من 1 في المائة.   وفقًا لتعداد عام 1939، اعتبر 54 في المائة أنفسهم بروتستانت، و40 في المائة من الروم الكاثوليك  و3.5 في المائة جوتجلوبيج ( مؤمن بالله ؛ حركة دينية نازية) و1.5 في المائة غير دينيين. 
في إطار عملية جلايش شالتونج، حاول هتلر إنشاء الكنيسة الإنجيلية الألمانية موحدة من 28 كنيسة بروتستانتية موجودة في ألمانيا،  بهدف نهائي هو القضاء على الكنائس في ألمانيا.  تم تثبيت لودفيغ مولر حيث سيطر أسقف الرايخ ومجموعة الضغط المؤيدة للنازية على المسيحيين الألمان والكنيسة الجديدة.  اعترضوا على العهد القديم بسبب أصوله اليهودية وطالبوا بمنع اليهود الذين تحولوا من كنيستهم.  القس مارتن نيمولر بتشكيل الكنيسة المعترف بها، حيث عارض بعض رجال الدين النظام النازي.  عندما احتج مجمع المجمع الكنسي في عام 1935 على السياسة النازية بشأن الدين، تم اعتقال 700 من رعاتهم.  استقال مولر وعين هتلر هانز كيرل وزيرا لشؤون الكنائس لمواصلة الجهود للسيطرة على البروتستانتية.  في عام 1936، احتج مبعوث الكنيسة المعترف بها على هتلر ضد الاضطهاد الديني وانتهاكات حقوق الإنسان.  تم اعتقال مئات الرعاة.  استمرت الكنيسة في المقاومة وبحلول أوائل عام 1937 تخلى هتلر عن أمله في توحيد الكنائس البروتستانتية.  تم القبض على نيمولر في 1 يوليو 1937 وقضى معظم السنوات السبع التالية في محتشد اعتقال زاكسينهاوزن وداتشاو.  أُغلقت الجامعات اللاهوتية واعتُقل القساوسة واللاهوتيون من الطوائف البروتستانتية الأخرى. 

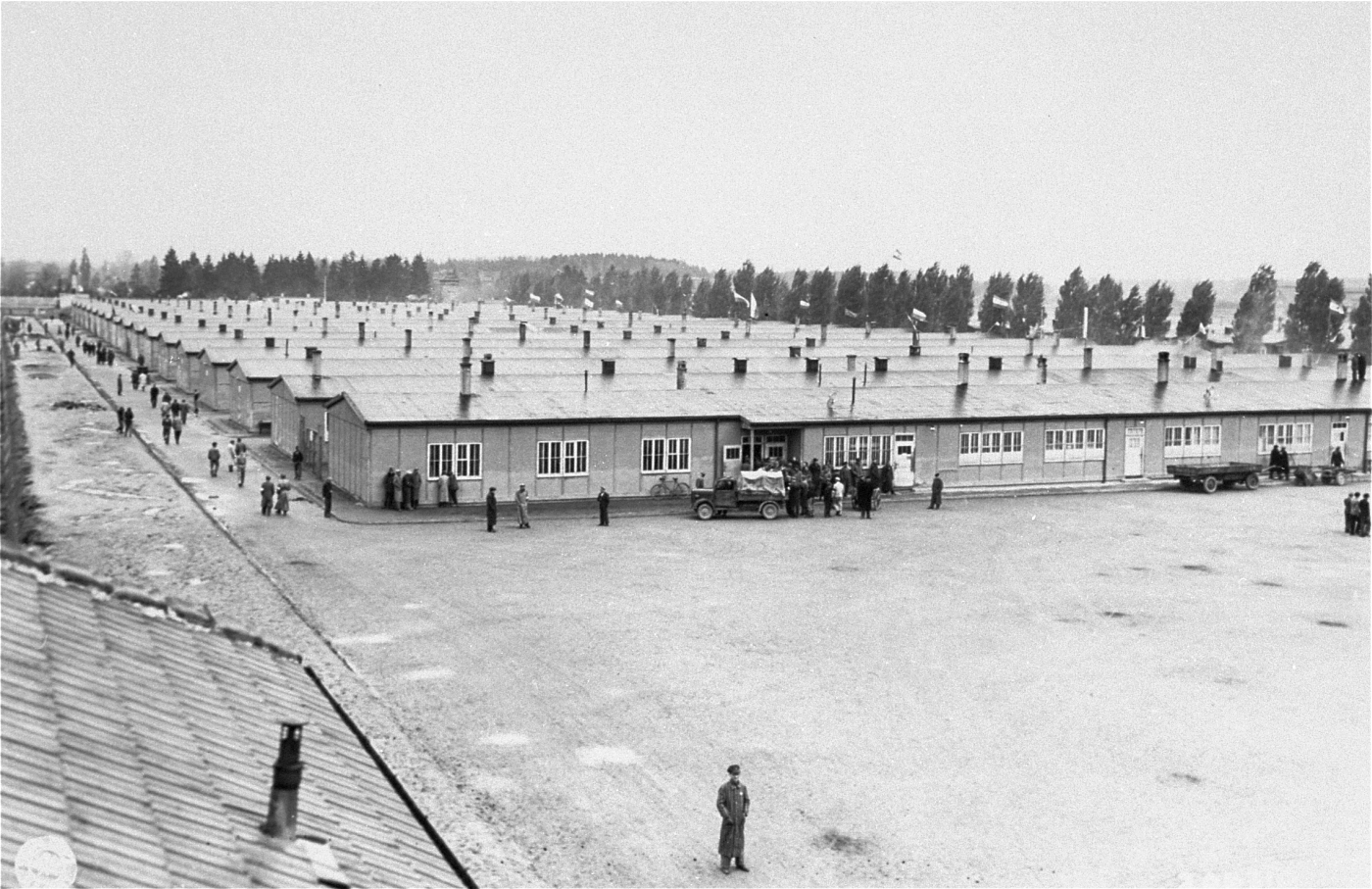
ثكنات السجناء في معسكر اعتقال داكاو، حيث أنشأ النازيون ثكنات رجال دين مخصصة لمعارضي رجال الدين للنظام في عام 1940

اضطهاد الكنيسة الكاثوليكية في ألمانيا أعقب الاستيلاء النازي.  تحرك هتلر بسرعة للقضاء على الكاثوليكية السياسية، حيث قام بجمع موظفي حزب الشعب البافاري الموالي للكاثوليكية وحزب الوسط، والذي توقف مع جميع الأحزاب السياسية غير النازية عن الوجود بحلول يوليو.  تم توقيع معاهدة الرايشكونكوردات (Reich Concordat) مع الفاتيكان في عام 1933، وسط المضايقات المستمرة للكنيسة في ألمانيا.  تطلبت المعاهدة من النظام احترام استقلال المؤسسات الكاثوليكية وحظر رجال الدين من الانخراط في السياسة.  تجاهل هتلر كونكورد بشكل روتيني، وأغلق جميع المؤسسات الكاثوليكية التي لم تكن وظائفها دينية بحتة.  تم استهداف رجال الدين والراهبات والقادة العلمانيين، حيث تم اعتقال الآلاف على مدار السنوات التالية، غالبًا بتهم ملفقة بتهريب العملات أو اللاأخلاقية.  تم استهداف العديد من القادة الكاثوليك في اغتيال ليلة عام 1934 بالسكاكين الطويلة.    رفضت معظم مجموعات الشباب الكاثوليك حل نفسها وشجع زعيم شباب هتلر بالدور فون شيراك الأعضاء على مهاجمة الصبية الكاثوليك في الشوارع.  ادعت حملات الدعاية أن الكنيسة كانت فاسدة، وتم وضع قيود على الاجتماعات العامة وواجهت المطبوعات الكاثوليكية رقابة. كان مطلوبا من المدارس الكاثوليكية للحد من التعليم الديني وتمت إزالة الصلبان من مباني الدولة. 
البابا بيوس الحادي عشر كان قد تم تهريب منشور البابا، الكنيسة والرايخ الألماني («مع القلق الشديد») إلى ألمانيا من أجل الأحد العاطفي 1937 وقراءته من كل منبر، حيث ندد بالعداء المنهجي للنظام تجاه الكنيسة.   ورداً على ذلك، جدد غوبلز حملة النظام والدعاية ضد الكاثوليك. انخفض التسجيل في المدارس الطائفية بشكل حاد وبحلول عام 1939 تم حل جميع هذه المدارس أو تحويلها إلى مرافق عامة.  وشملت الاحتجاجات الكاثوليكية في وقت لاحق الرسالة الرعوية في 22 مارس 1942 من قبل الأساقفة الألمان حول «الكفاح ضد المسيحية والكنيسة».  ضبطت الشرطة حوالي 30٪ من الكهنة الكاثوليك خلال الحقبة النازية.   شبكة أمنية واسعة تتجسس على أنشطة رجال الدين والقساوسة يتم التنديد بها أو اعتقالهم أو إرسالهم إلى معسكرات الاعتقال - وكثير منهم إلى ثكنات رجال الدين في داكاو.  في مناطق بولندا التي تم ضمها عام 1939، حرض النازيون على قمع وحشي وتفكيك منهجي للكنيسة الكاثوليكية.  
ألفريد روزنبرغ، رئيس مكتب الشؤون الخارجية للحزب النازي والزعيم الثقافي والتعليمي الذي عينه هتلر لألمانيا النازية، اعتبر الكاثوليكية من بين أعداء النازيين الرئيسيين. خطط لـ «إبادة الديانات المسيحية الأجنبية المستوردة إلى ألمانيا»، واستبدال الكتاب المقدس والصليب المسيحي في جميع الكنائس والكاتدرائيات والكنائس بنسخ من كتاب كفاحي والصليب المعقوف. كما تم استهداف طوائف أخرى من المسيحية، حيث أعلن رئيس مستشارية الحزب النازي مارتن بورمان علنًا في عام 1941، أن «الاشتراكية القومية والمسيحية لا يمكن التوفيق بينهما».  يكتب شيرير أن معارضة المسيحية داخل قيادة الحزب النازي كانت واضحة إلى حد أن «النظام النازي كان يهدف في نهاية المطاف إلى تدمير المسيحية في ألمانيا، إذا استطاع، واستبدال الوثنية القديمة للآلهة الجرمانية القبلية المبكرة والوثنية الجديدة المتطرفون النازيون». 

### مقاومة النظام

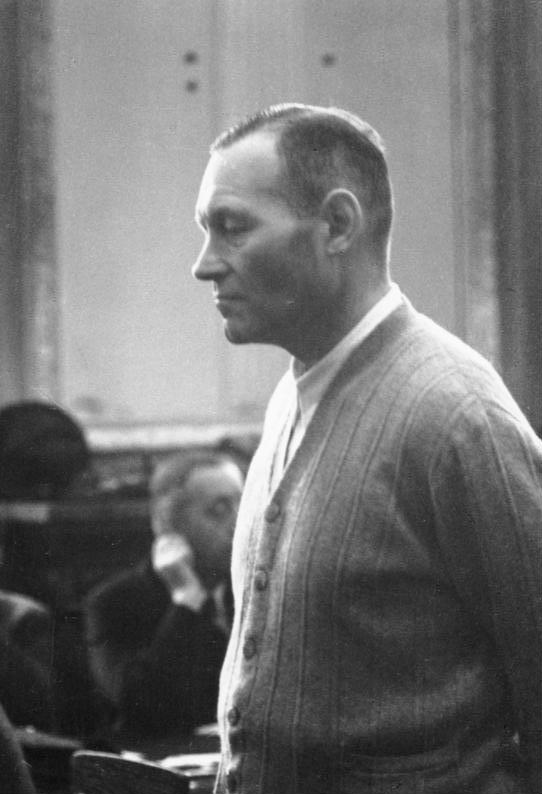
الجنرال إريش هويبنر في محكمة الشعب في عام 1944

في حين لم تكن هناك حركة مقاومة موحدة تعارض النظام النازي، وقعت أعمال تحدي مثل التخريب وتباطؤ في العمل، بالإضافة إلى محاولات الإطاحة بالنظام أو اغتيال هتلر.  أقامت الأحزاب الشيوعية والاشتراكية الديمقراطية المحظورة شبكات مقاومة في منتصف الثلاثينيات. لم تحقق هذه الشبكات سوى القليل من إثارة الاضطرابات والشروع في إضرابات قصيرة الأجل.  كارل فريدريش جويردلر، الذي دعم هتلر في البداية، غير رأيه في عام 1936 وكان لاحقًا مشاركًا في مؤامرة 20 يوليو.   قدمت حلقة تجسس الأوركسترا الحمراء معلومات للحلفاء حول جرائم الحرب النازية، وساعدت في تنظيم عمليات الهروب من ألمانيا، ووزعت منشورات. تم الكشف عن المجموعة من قبل الجستابو وتمت محاكمة أكثر من 50 عضوًا وإعدامهم في عام 1942.  استأنفت مجموعات المقاومة الشيوعية والاشتراكية الديمقراطية نشاطها في أواخر عام 1942 ، لكنهم لم يتمكنوا من تحقيق الكثير من توزيع المنشورات. اعتبرت المجموعتان نفسيهما كأطراف متنافسة محتملة في ألمانيا ما بعد الحرب، وفي الغالب لم ينسقا أنشطتهما.  كانت مجموعة مقاومة الوردة البيضاء ناشطة في المقام الأول في 1942-1943، وتم القبض على العديد من أعضائها أو إعدامهم، وكانت الاعتقالات الأخيرة في عام 1944.  هناك جماعة مقاومة مدنية أخرى، هي دائرة كريساو، لديها بعض الروابط مع المتآمرين العسكريين، وتم اعتقال العديد من أعضائها بعد مؤامرة 20 يوليو الفاشلة. 
في حين كان للجهود المدنية تأثير على الرأي العام، كان الجيش هو المنظمة الوحيدة القادرة على الإطاحة بالحكومة.   نشأت مؤامرة كبرى من قبل الرجال في المراتب العليا للجيش في عام 1938. كانوا يعتقدون أن بريطانيا ستخوض الحرب بسبب غزو هتلر المخطط له لتشيكوسلوفاكيا، وستخسر ألمانيا. كانت الخطة للإطاحة بهتلر أو ربما اغتياله. وشارك في غنرال أوبرست لودفيج بيك، غنرال أوبرست فالتر فون براوخيتش، غنرال أوبرست فرانز هالدر، الاميرال فيلهلم كاناريس، وجنرال لوتنانت إرفين فون ويتزليبين، الذي انضم إلى مؤامرة برئاسة أوبرسلوبمينت هانز اوستر والرائد هيلموت Groscurth من أبفير. تم إلغاء الانقلاب المخطط له بعد توقيع اتفاقية ميونيخ في سبتمبر 1938.  العديد من نفس الأشخاص في انقلاب مخطط له عام 1940، لكن مرة أخرى غير المشاركون رأيهم وتراجعوا، ويرجع ذلك جزئيًا إلى شعبية النظام بعد الانتصارات المبكرة في الحرب.   استؤنفت محاولات اغتيال هتلر بشكل جدي في عام 1943، مع انضمام هينينج فون تريسكو إلى مجموعة أوستر ومحاولة تفجير طائرة هتلر في عام 1943. وتبع ذلك عدة محاولات أخرى قبل مؤامرة 20 يوليو 1944 الفاشلة، والتي كانت جزئيًا على الأقل بدافع تزايد احتمالات هزيمة ألمانيا في الحرب.   تضمنت المؤامرة ، جزء من عملية فالكيري، كلاوس فون ستافنبرج وهو يزرع قنبلة في غرفة الاجتماعات في وكر الذئب في Rastenburg. أمر هتلر، الذي نجا بفارق ضئيل، فيما بعد بالانتقام الوحشي مما أدى إلى إعدام أكثر من 4900 شخص. 

## حضاره
روج النظام لمفهوم Volksgemeinschaft، وهي جماعة عرقية ألمانية وطنية. كان الهدف هو بناء مجتمع لا طبقي قائم على النقاء العنصري والحاجة المتصورة للاستعداد للحرب والغزو والصراع ضد الماركسية.   أسست جبهة العمل الألمانية منظمة القوة عبر السعادة (KdF؛ Strength through Joy) في عام 1933. بالإضافة إلى السيطرة على عشرات الآلاف من الأندية الترفيهية التي يديرها القطاع الخاص، فقد قدمت عطلات شديدة الترفيه والترفيه مثل الرحلات البحرية ووجهات العطلات والحفلات الموسيقية.  
غرفة ثقافة الرايخ تم تنظيمها تحت سيطرة وزارة الدعاية في سبتمبر 1933. تم إنشاء غرف فرعية للتحكم في جوانب الحياة الثقافية مثل الأفلام والإذاعة والصحف والفنون الجميلة والموسيقى والمسرح والأدب. كان مطلوبا من أعضاء هذه المهن للانضمام إلى منظمتهم. تم منع اليهود والأشخاص الذين يعتبرون غير موثوقين سياسياً من العمل في الفنون، وهاجر الكثيرون. يجب أن توافق وزارة الدعاية على الكتب والمخطوطات قبل نشرها. تدهورت المعايير حيث سعى النظام إلى استخدام المنافذ الثقافية كوسائل إعلام دعائية فقط. 
أصبح الراديو شائعًا في ألمانيا خلال الثلاثينيات؛ امتلك أكثر من 70 في المائة من الأسر جهاز استقبال بحلول عام 1939، أكثر من أي دولة أخرى. بحلول يوليو 1933، تم تطهير العاملين في محطة الراديو من اليساريين وغيرهم ممن اعتبروا غير مرغوب فيهم.  الدعاية والخطب أجرة إذاعية نموذجية فور الاستيلاء على السلطة، ولكن مع مرور الوقت أصر جوبلز على تشغيل المزيد من الموسيقى حتى لا يتحول المستمعون إلى المذيعين الأجانب للترفيه. 

### الرقابة

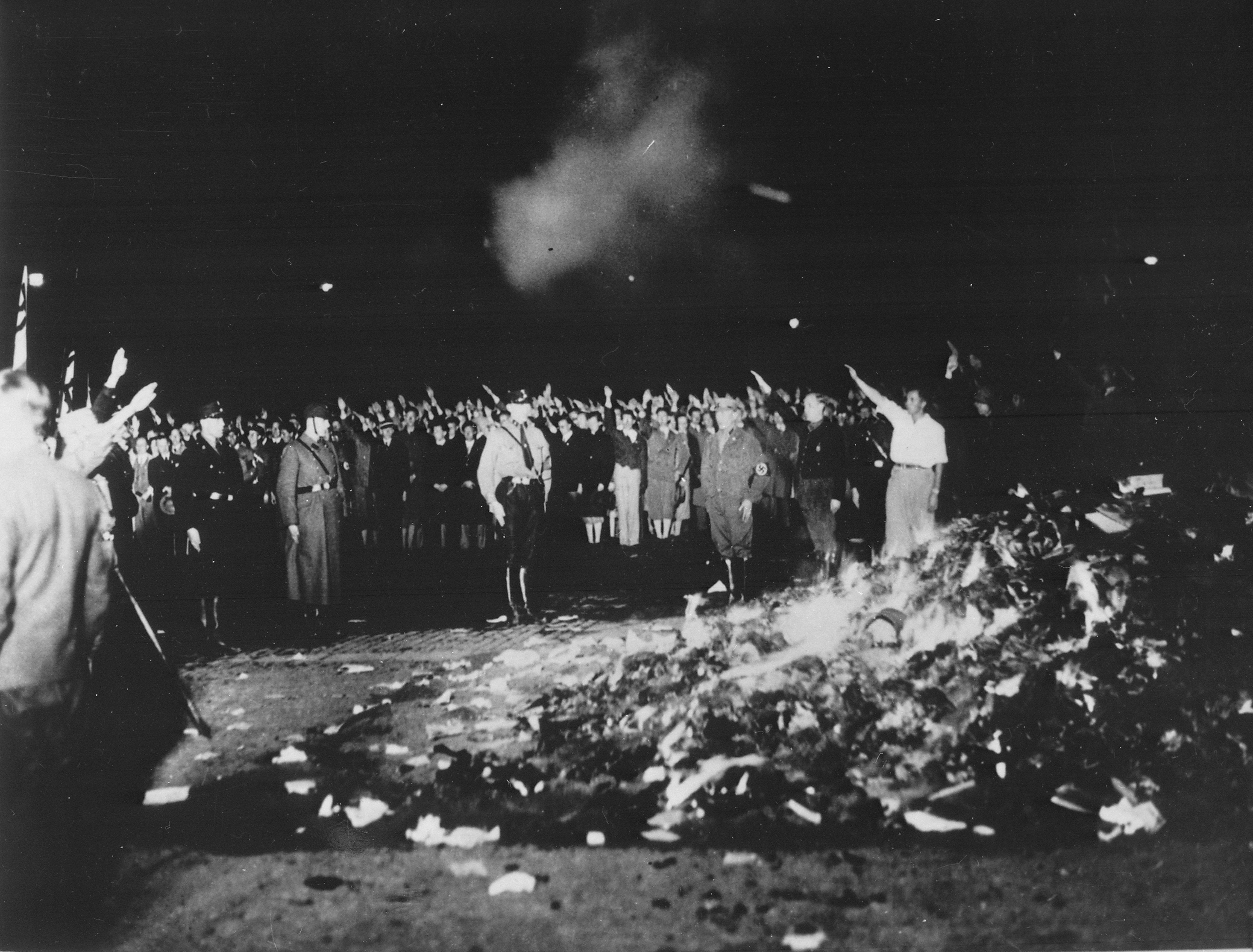
حرق كتاب نازي في 10 مايو 1933 في برلين، حيث تم حرق كتب المؤلفين اليهود واليساريين

الصحف، مثل وسائل الإعلام الأخرى، كانت تسيطر عليها الدولة. أغلقت غرفة الصحافة الرايخ أو اشترت الصحف ودور النشر. بحلول عام 1939 ، كانت أكثر من ثلثي الصحف والمجلات مملوكة مباشرة لوزارة الدعاية.  قامت صحيفة الحزب انازي اليومية، فولكشر بيوباختر («مراقب عرقي») بتحرير روزنبرغ، الذي كتب أيضًا أسطورة القرن العشرين، وهو كتاب نظريات عنصرية يتبنى التفوق الشمالي.  سيطر غوبلز على وكالات الأنباء وأصر على أن جميع الصحف في ألمانيا تنشر فقط محتوى موات للنظام. تحت سيطرة غوبلز، أصدرت وزارة الدعاية عشرين توجيهات كل أسبوع حول الأخبار التي يجب نشرها بالضبط وما الزوايا التي يجب استخدامها؛ اتبعت الصحيفة النموذجية التوجيهات عن كثب، خاصة فيما يتعلق بما يجب حذفه.  تراجعت قراءة الصحف، ويرجع ذلك جزئياً إلى انخفاض جودة المحتوى وجزئياً بسبب زيادة شعبية الراديو.  أصبحت الدعاية أقل فعالية في نهاية الحرب، حيث كان الناس قادرين على الحصول على معلومات خارج القنوات الرسمية. 
غادر مؤلفو الكتب البلاد بأعداد كبيرة وكتب البعض مواد تنتقد النظام أثناء وجوده في المنفى. أوصى غوبلز بأن يركز المؤلفون المتبقون على الكتب التي تدور حول الأساطير الجرمانية ومفهوم الدم والتربة. بحلول نهاية عام 1933، تم حظر أكثر من ألف كتاب - معظمها من قبل مؤلفين يهود أو يتميزون بشخصيات يهودية - من قبل النظام النازي.  حرق الكتب النازية. عقدت تسعة عشر مثل هذه الأحداث ليلة 10 مايو 1933.  عشرات الآلاف من الكتب من عشرات الشخصيات، بما في ذلك ألبرت أينشتاين، سيغموند فرويد، هيلين كيلر، ألفريد كير، مارسيل بروست، إريك ماريا ريمارك، أبتون سنكلير، جاكوب تم حرق Wassermann وجورج ويلز وإميل زولا علنًا. تم استهداف الأعمال السلمية، والأدب الذي يتبنى القيم الليبرالية والديمقراطية للتدمير، وكذلك أي كتابات تدعم جمهورية فايمار أو تلك التي كتبها مؤلفون يهود. 

### العمارة والفن

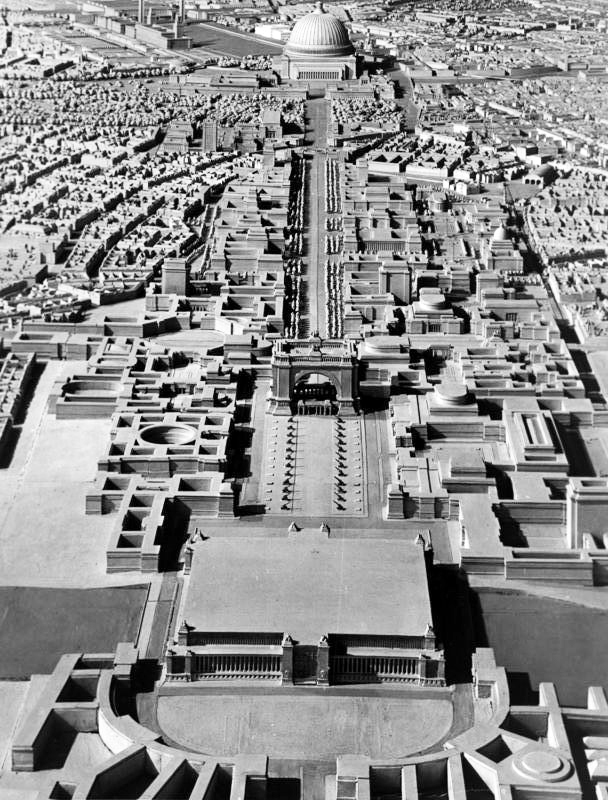
دعت خطط برلين إلى بناء قاعة بناءفولكسهاله (قوس الشعب) وقوس النصر في أي من طرفي شارع واسع.

اهتم هتلر بشكل شخصي بالعمارة وعمل بشكل وثيق مع المهندسين المعماريين الحكوميين بول تروست وألبرت شبير لإنشاء مباني عامة بأسلوب كلاسيكي جديد يعتمد على العمارة الرومانية.   بنى شبير هياكل مهيبة مثل مسيرات الحزب النازي في نورمبرغ ومبنى الرايخ الجديد في برلين.  تضمنت خطط هتلر لإعادة بناء برلين قبة ضخمة مبنية على البانثيون في روما وقوس النصر أكثر من ضعف ارتفاع قوس النصر في باريس. لم يتم بناء أي من الهيكلين. 
أصبح اعتقاد هتلر بأن الفن التجريدي، الدادائي، التعبيري والحديث منحط هو الأساس للسياسة.  خسر العديد من مديري المتاحف الفنية مناصبهم في عام 1933 وتم استبدالهم بأعضاء الحزب.  تمت إزالة حوالي 6500 عمل فني حديث من المتاحف واستبدالها بأعمال اختارتها هيئة محلفين نازية.  انطلقت معارض القطع المرفوضة، تحت عناوين مثل «الانحطاط في الفن» في ستة عشر مدينة مختلفة بحلول عام 1935. معرض الفن المنحل، الذي نظمه جوبلز، تم تشغيله في ميونيخ في الفترة من يوليو إلى نوفمبر 1937. شعبية، وجذب أكثر من مليوني زائر. 
تم تعيين الملحن ريتشارد شتراوس رئيسًا لـ Reichsmusikkammer (غرفة موسيقى الرايخ) عند تأسيسها في نوفمبر 1933.  كما هو الحال مع الأشكال الفنية الأخرى، نفى النازيون الموسيقيين الذين اعتبروا غير مقبولين عنصريًا ورفض معظمهم الموسيقى التي كانت حديثة جدا أو تكفيرية.  اعتبرت موسيقى الجاز غير مناسبة بشكل خاص وغادر موسيقيو الجاز الأجانب البلاد أو تم طردهم.  فضل هتلر موسيقى ريتشارد فاغنر، وخاصة القطع المستندة إلى الأساطير الجرمانية والقصص البطولية، وحضر مهرجان بايروث كل عام من عام 1933 إلى عام 1942. 

### فيلم

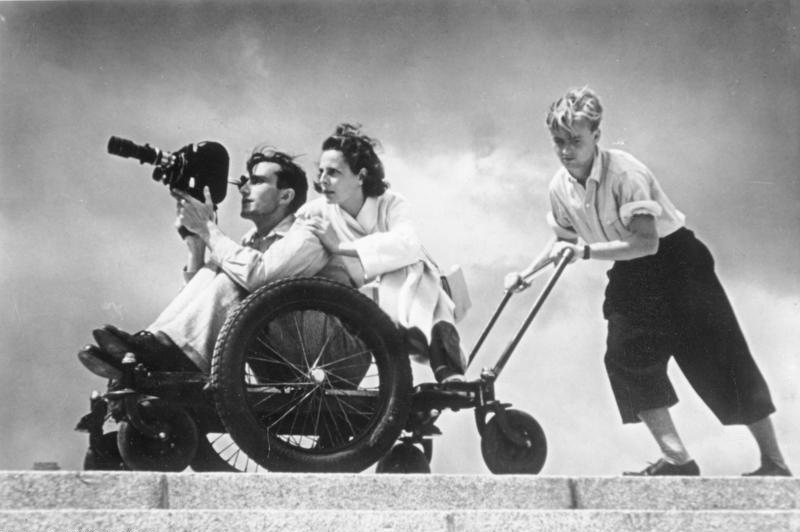
ليني ريفنستال (خلف المصور) في دورة الألعاب الأولمبية الصيفية لعام 1936

كانت الأفلام شعبية في ألمانيا في الثلاثينات والأربعينات، مع القبول لأكثر من مليار شخص في عام 1942، 1943 و1944.   وبحلول عام 1934، قدمت لوائح الألمانية تقييد صادرات العملة من المستحيل على صانعي الأفلام الولايات المتحدة لاتخاذ أرباحها بالعودة إلى أمريكا، لذلك أغلقت استوديوهات الأفلام الكبرى فروعها الألمانية. تراجعت صادرات الأفلام الألمانية، حيث جعل محتواها اللا سامي من العرض في بلدان أخرى. تم شراء أكبر شركتين للأفلام، Universum Film AG وTobis، من قبل وزارة الدعاية، والتي بحلول عام 1939 كانت تنتج معظم الأفلام الألمانية. لم تكن الإنتاج دائمًا دعاية علنية، ولكن بشكل عام كان لها نص فرعي سياسي واتبعت خطوط الحزب فيما يتعلق بالموضوعات والمحتوى. كانت النصوص تخضع للرقابة المسبقة. 
ليني ريفنستال انتصار الإرادة (1935) - توثيق رالي نورمبرغ 1934 - وأولمبيا (1938) - تغطية دورة الألعاب الأولمبية الصيفية لعام 1936 - تقنيات رائدة في حركة الكاميرا والتحرير أثرت على الأفلام اللاحقة. تم استخدام تقنيات جديدة مثل العدسات المقربة والكاميرات المركبة على المسارات. كلا الفيلمين لا يزالان مثيرين للجدل، حيث لا يمكن فصل استحقاقهما الجمالي عن ترويجهما للمثل القومية الاشتراكية.  

## الميراث
نظمت قوى الحلفاء محاكمات لجرائم الحرب، بدءاً من محاكمات نورمبرغ، التي عقدت في الفترة من نوفمبر 1945 إلى أكتوبر 1946 ، لـ 23 من كبار المسؤولين النازيين. ووجهت إليهم أربعة تهم - التآمر على ارتكاب جرائم، وجرائم ضد السلام، وجرائم حرب وجرائم ضد الإنسانية - في انتهاك للقوانين الدولية التي تحكم الحرب.  أدين جميع المتهمين باستثناء ثلاثة منهم وحُكم بالإعدام على اثني عشر.  اثنتا عشرة محاكمة لاحقة في نورمبرغ لـ 184 مدعى عليهم بين عامي 1946 و1949.  بين عامي 1946 و 149، حقق الحلفاء في 3887 حالة، منها 489 تم تقديمهم للمحاكمة. وكانت النتيجة إدانة 1426 شخصًا؛ حكم على 297 منهم بالإعدام و 279 بلسجن مدى الحياة، بينما حكم على الباقي بعقوبة أقل. تم تنفيذ حوالي 65٪ من أحكام الإعدام.  كانت بولندا أكثر نشاطًا من الدول الأخرى في التحقيق في جرائم الحرب، على سبيل المثال جاكمت 673 من إجمالي 789 من موظفي أوشفيتز الذين قُدموا للمحاكمة. 
أدى البرنامج السياسي الذي تبناه هتلر والحزب النازي إلى حرب عالمية، تاركًا وراءه أوروبا المدمرة والفقيرة. عانت ألمانيا نفسها من تدمير بالجملة، وصفت بأنها ساعة الصفر (ساعة الصفر).  عدد المدنيين الذين قتلوا خلال الحرب العالمية الثانية لم يسبق له مثيل في تاريخ الحروب.  ونتيجة لذلك، يُنظر إلى الفكر النازي والإجراءات التي يتخذها النظام على الصعيد العالمي تقريبًا على أنها غير أخلاقية بشكل خطير.  غالبًا ما يستخدم المؤرخون والفلاسفة والسياسيون كلمة «الشر» لوصف هتلر والنظام النازي.  يستمر الاهتمام بألمانيا النازية في وسائل الإعلام والعالم الأكاديمي. بينما يشير إيفانز إلى أن الحقبة «تمارس جاذبية عالمية تقريبًا لأن عنصريتها القاتلة تمثل تحذيرًا للبشرية جمعاء»،  يتمتع النازيون الجدد الشباب بقيمة الصدمة التي يوفرها استخدام الرموز أو الشعارات النازية.  يعد عرض أو استخدام الرموز النازية مثل الأعلام أو الصليب المعقوف أو التحيات غير قانوني في ألمانيا والنمسا. 
كانت عملية نزع النازية، التي بدأها الحلفاء كوسيلة لتنحية أعضاء الحزب النازي ناجحة جزئيًا فقط، حيث كانت الحاجة إلى خبراء في مجالات مثل الطب والهندسة كبيرة جدًا. ومع ذلك، كان التعبير عن الآراء النازية مستهجنًا، وكثيرًا ما تم فصل أولئك الذين عبروا عن هذه الآراء من وظائفهم.  من فترة ما بعد الحرب مباشرة حتى الخمسينيات، تجنب الناس الحديث عن النظام النازي أو تجاربهم الخاصة في زمن الحرب. في حين أن كل عائلة تكبدت خسائر خلال الحرب لديها قصة ترويها، ظل الألمان صامتين بشأن تجاربهم وشعروا بالذنب الجماعي، حتى لو لم يكونوا متورطين بشكل مباشر في جرائم الحرب. 
جلبت محاكمة أدولف أيخمان في عام 1961 وبث المسلسل التلفزيوني الهولوكوست في عام 1979 عملية Vergangenheitsbewältigung (التعامل مع الماضي) إلى المقدمة للعديد من الألمان.   بمجرد إدخال دراسة ألمانيا النازية في المناهج المدرسية ابتداء من السبعينيات، بدأ الناس في البحث عن تجارب أفراد أسرهم. أدت دراسة العصر والرغبة في الفحص الدقيق لأخطائها إلى تطوير ديمقراطية قوية في ألمانيا، ولكن مع التيارات المتبقية من معاداة السامية والفكر النازي الجديد. 
في عام 2017، توصلت دراسة استقصائية أجرتها مؤسسة Körber إلى أن 40 بالمائة من الأطفال في سن 14 عامًا في ألمانيا لم يعرفوا ما هو أوشفيتز .  أرجع الصحفي ألان بوزنر «فقدان الذاكرة التاريخي المتنامي» في البلاد جزئيًا إلى فشل صناعة السينما والتلفزيون الألماني في عكس تاريخ البلاد بدقة. 

## صور من ألمانيا النازية

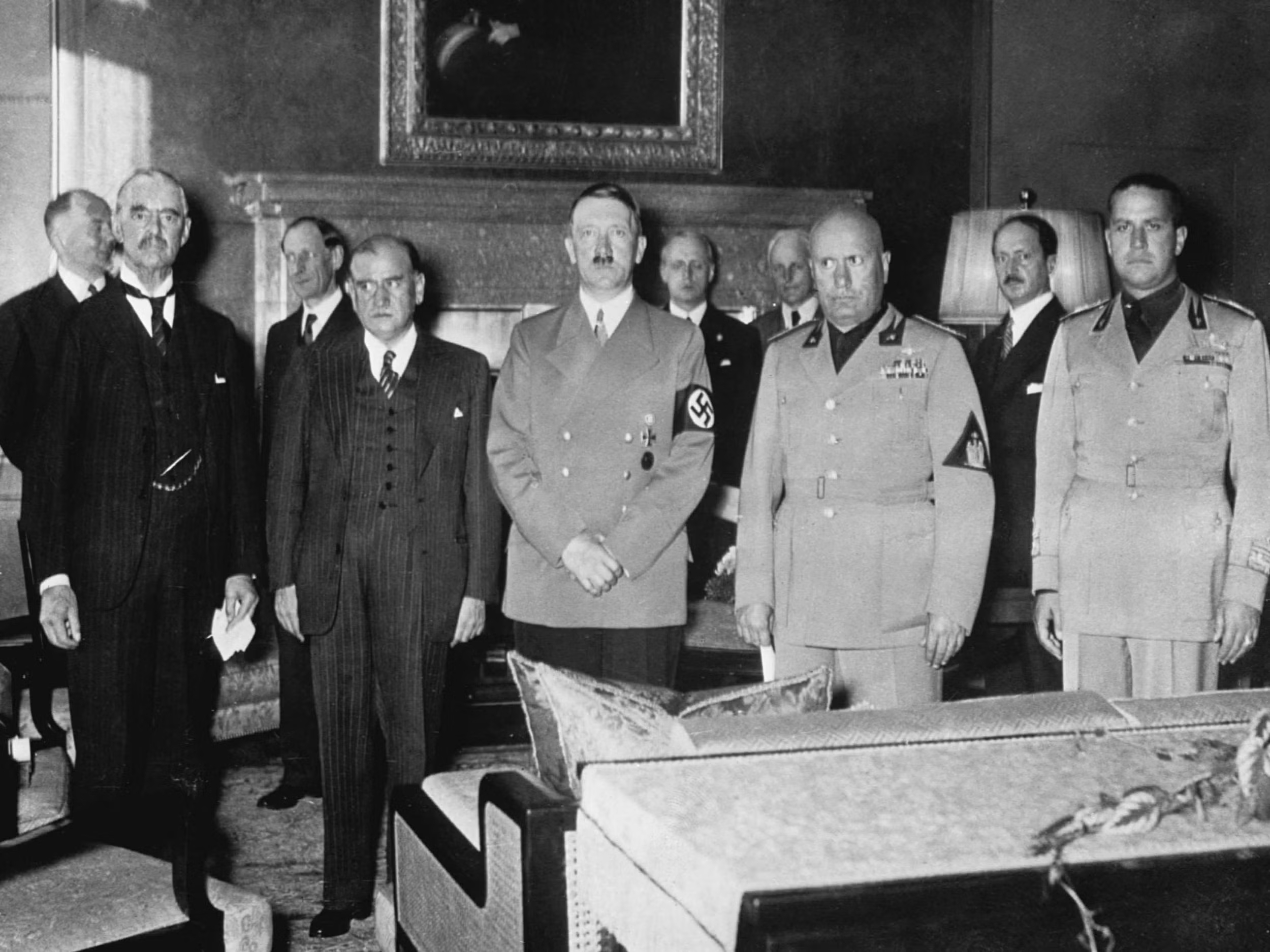
الاجتماع الشهير لمعاهدة ميونخ ويظهر في الصورة من اليسار تشامبرلين، وإدوار دلادييه، وهتلر، وموسوليني، وغالياتسو تشانو عام 1938
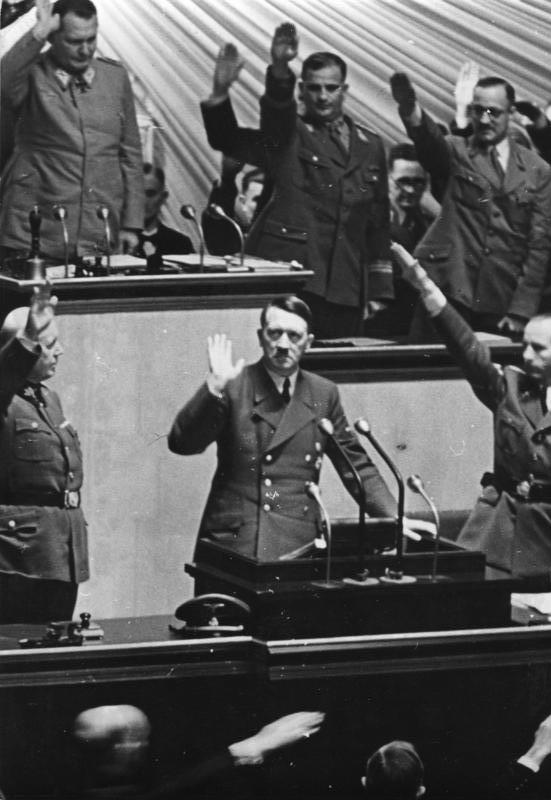
خطاب هتلر في الرايخستاغ لإعلان الحرب على الولايات المتحدة, برلين، 11 ديسمبر 1941